# St. Maria im Kapitol

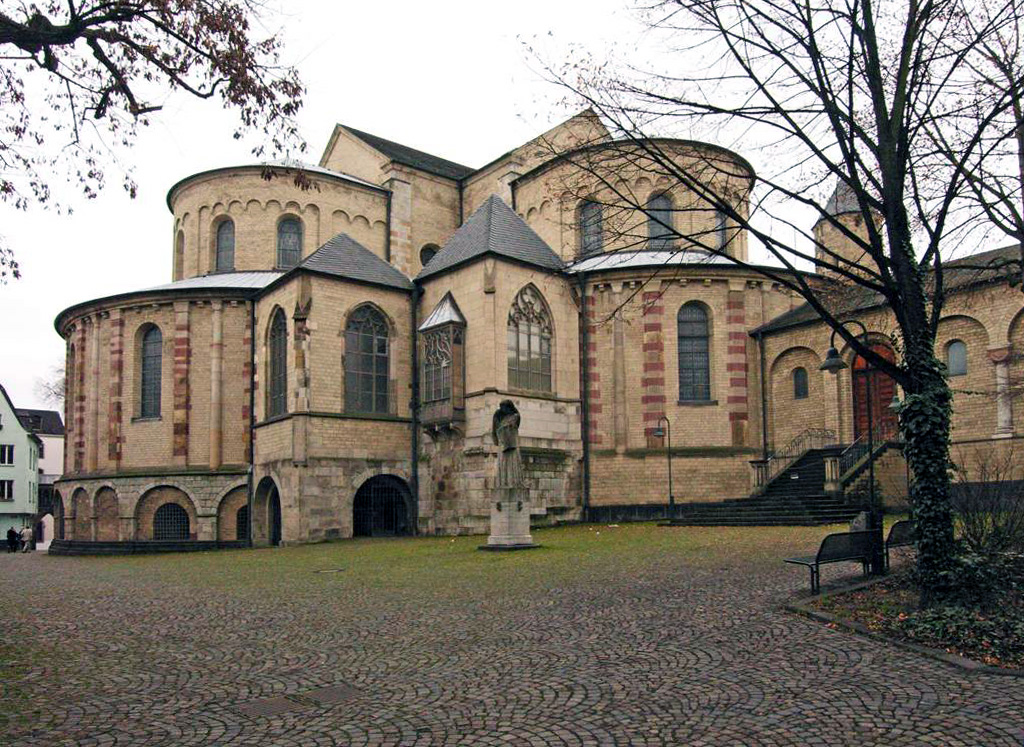
St. Maria im Kapitol in Köln, Dreikonchenanlage und Skulptur Die Trauernde

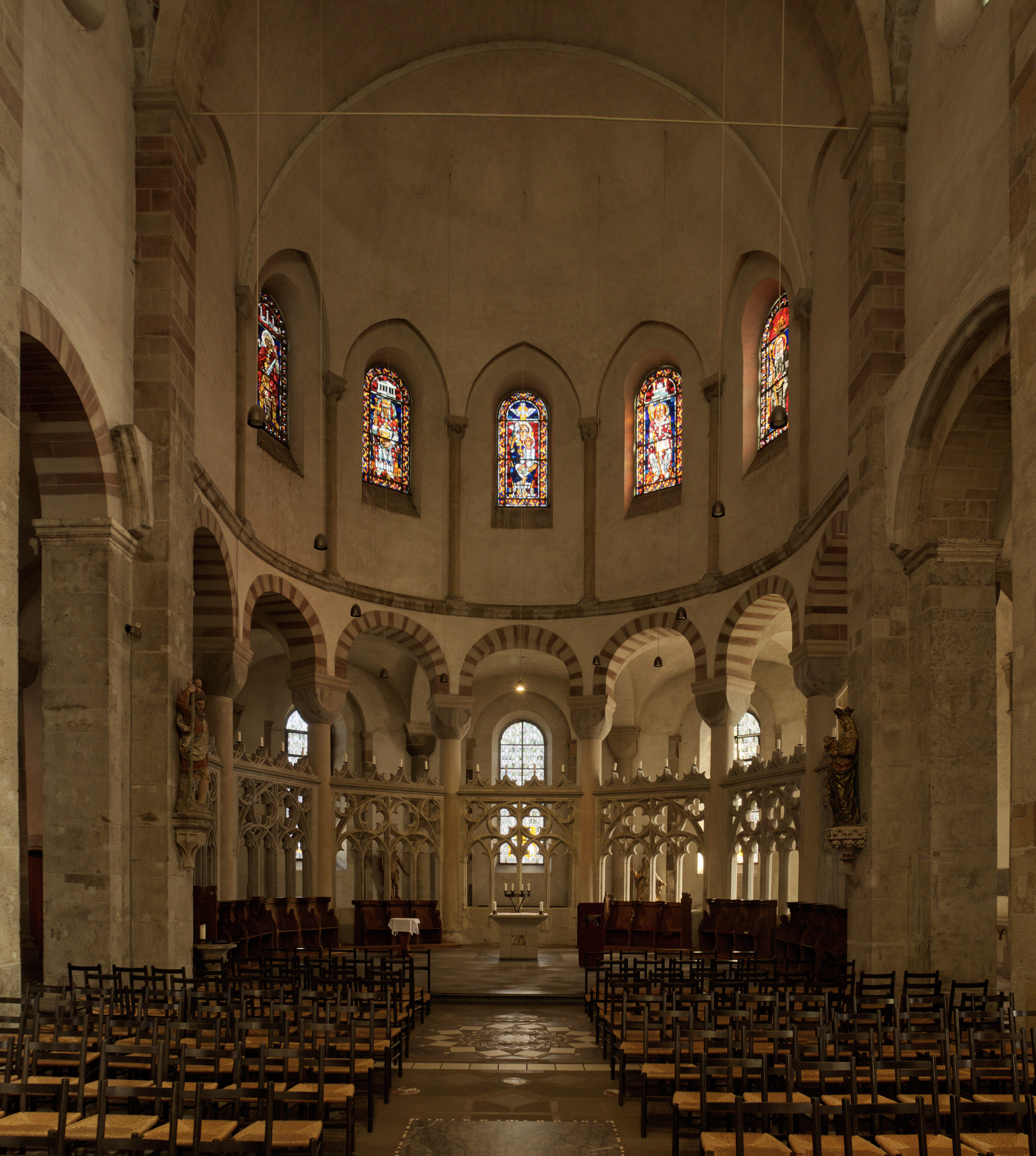
Ostkonche: unten romanische Würfelkapitelle und spätgotische Chorschranken, oben Reste der frühgotischen Laufgangarkade mit Blattkapitellen und Spitzbögen (2020)

St. Maria im Kapitol ist ein frühromanischer katholischer Kirchenbau in Köln und die größte der zwölf romanischen Basiliken  der Stadt. Sie ist die älteste der für die Romanik des nördlichen Rhein-Maas-Gebietes typischen Dreikonchenanlagen. Der Namenszusatz im Kapitol weist auf die zuvor an der Stelle befindliche römische Tempelanlage hin.

## Geschichte
St. Maria im Kapitol spielte in Köln eine herausragende Rolle. Sie war nach dem Dom die Hauptkirche. Der Erzbischof feierte die erste Weihnachtsmesse immer in St. Maria im Kapitol, die zweite in St. Cäcilien, die dritte im Dom. Auch der Rat zog in der Prozession zu Ehren der Heiligen Drei Könige, den Kölner Stadtheiligen, am Dreikönigstag von St. Maria zum Dom. Die offiziellen kirchlichen Feiern des Rates und die Exequien für Erzbischöfe, Kaiser und Bürgermeister fanden oft in ihr statt. Die städtische Glocke für Sturm und Feuer, genannt Bramglocke, wurde hier geläutet.
Die Frau Pippin des Mittleren, Plektrudis, setzte nach Pippins Tod Karl Martell, seinen unehelichen Sohn, von 714 bis 716 in Köln gefangen, um ihn von der Nachfolge als Hausmeier fernzuhalten und ihrem etwa sechsjährigen Enkel Theudoald dieses Amt zu geben. Ihre eigenen beiden Söhne waren bereits gestorben. Theudoald konnte sich gegen die Widerstände in Neustrien nicht durchsetzen, so dass 716 Raganfrid mit seinen Truppen vor Köln stand und von Plektrudis die Herausgabe eines Teils des fränkischen Reichsschatzes erzwang. Nachdem Karl Martell um diese Zeit freigekommen war und sich gegen seine Konkurrenten durchgesetzt hatte, verbannte er Plektrudis ins Exil nach Köln, wo sie laut Quellen aus dem 12. Jahrhundert auf den Überresten des Kapitols die Kirche errichten ließ.
Im 10. Jahrhundert versetzte der Kölner Erzbischof Brun im angeschlossenen Kloster lebende Kanoniker nach St. Andreas und gründete für St. Maria ein Kloster.

### Baugeschichte

#### Antike

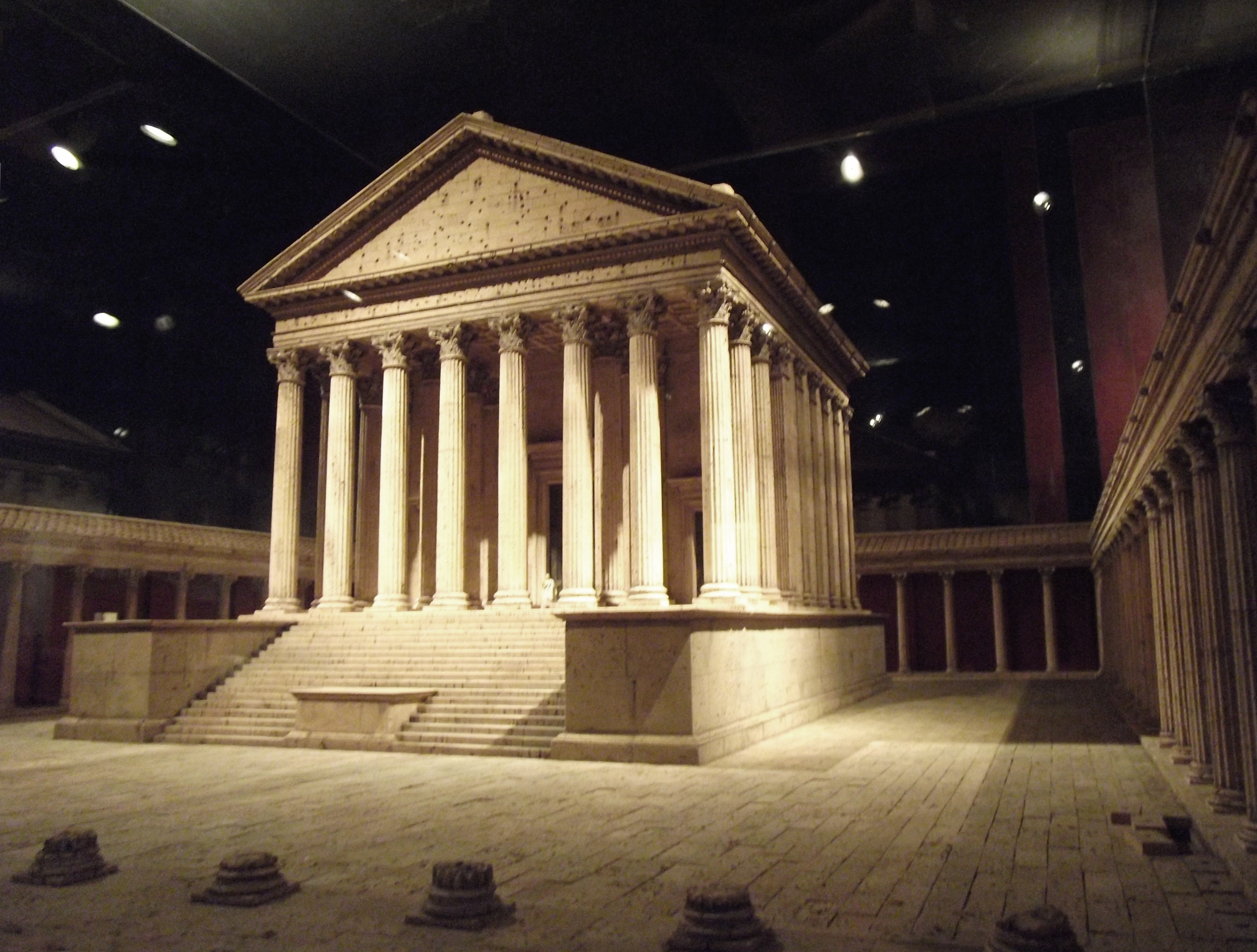
Modell des Tempels der kapitolinischen Trias

An der Stelle der heutigen Kirche St. Maria im Kapitol, einer kleinen Erhebung in Rheinnähe am südlichen Rand der damaligen römischen Kolonie, wurde im 1. Jahrhundert n. Chr. ein Tempel für die Kapitolinische Trias Jupiter, Juno und Minerva, also die drei bedeutendsten römischen Gottheiten, errichtet. Anlass zum Bau war die Erhebung zur Colonia römischen Rechts gewesen. Anders als üblich stand dieser Haupttempel der Colonia Claudia Ara Agrippinensium nicht am Forum der Stadt, sondern oberhalb des Rheins in unmittelbarer Nähe der Stadtmauer.
Der über einen Treppenaufgang im Osten betretbare Tempel hatte eine 4,4 m hohe Podiumsfläche von 33 × 29,5 m, während der ihn umgebende, mit Trachytplatten ausgelegte Temenos 94–97 × 69 m groß war. Von diesem ist hauptsächlich die westliche, 5,5 m hohe Mauer erhalten, die später den Kreuzgang im Osten abschloss. Der Kapitolstempel hatte 4 m tiefe Fundamente und war im Inneren in drei Cellae für die Götterbilder unterteilt. Vor allem das noch heute existierende Langhaus steht auf den Fundamenten dieses Tempels, der damit die Grundform der Kirche vorgab, bevor sie nach Westen und Osten erweitert wurde.

#### Frühes Mittelalter

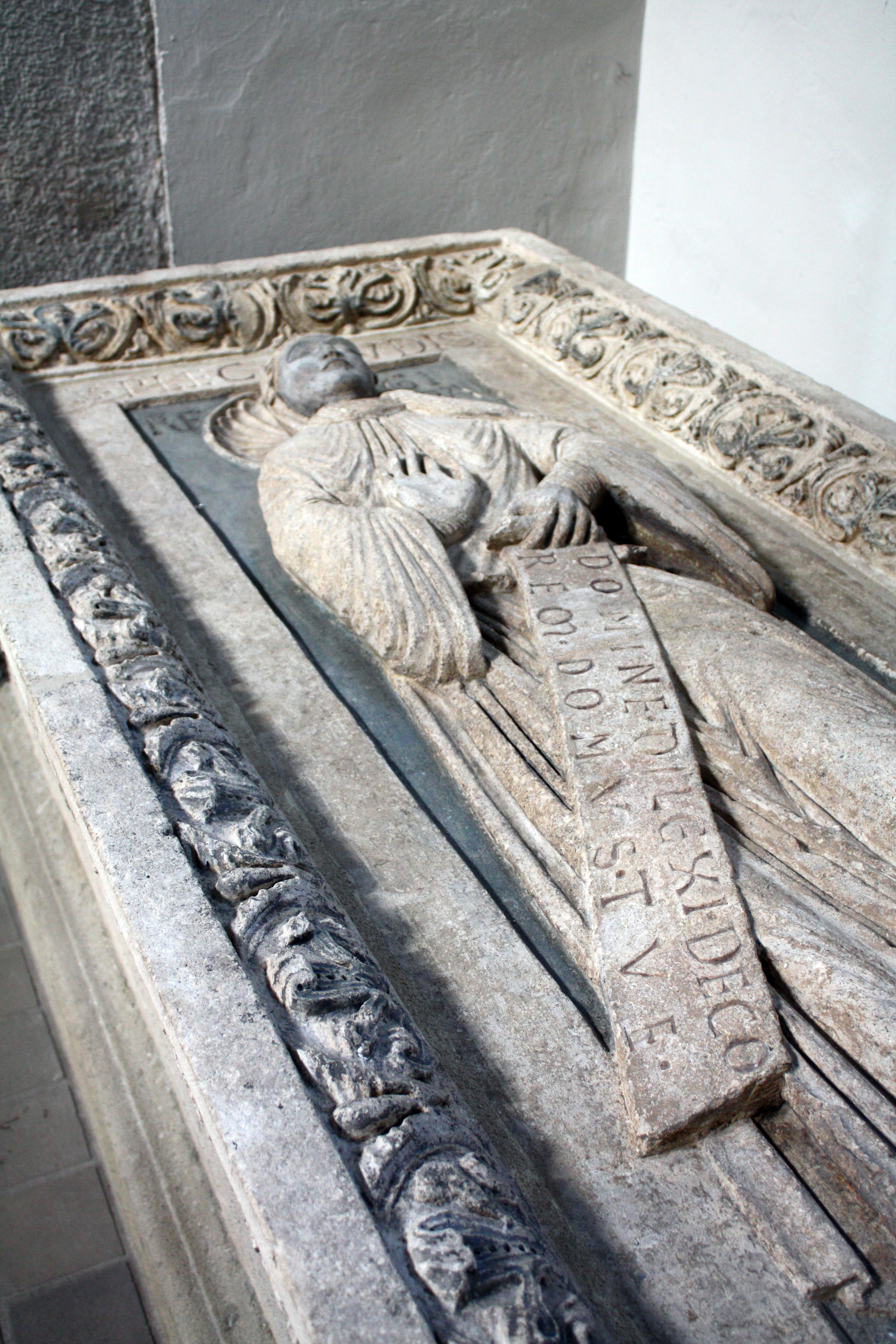
Plektrudis, romanische Grabplatte (um 1160)

Nachdem Mitte des 5. Jahrhunderts die Franken Köln erobert hatten, ging der öffentliche Besitz aus römischer Zeit in die Hände der fränkischen Könige und ihres Umfelds über. Im Bereich des Kapitolshügels haben vermutlich die fränkischen Hausmeier von Austrasien ihren Kölner Sitz gehabt. So auch Pippin der Mittlere, der als eigentlicher Machthaber im Reich galt, nachdem er 687 die Hausmeierämter der unterschiedlichen Reichsteile auf sich vereinigt hatte. Väterlicherseits entstammte er den Arnulfingern, mütterlicherseits den Pippiniden, die ihren jeweiligen Stammbesitz (nach heutigen Begriffen) in Nordfrankreich bzw. Belgien hatten. Seine Frau Plektrudis entstammte einer mächtigen Adelsfamilie Austrasiens, vermutlich aus der Sippe der Hugobertiner, ihr vermuteter Vater Hugobert war Pfalzgraf, ihr Großvater Hugus wahrscheinlich um 617 Hausmeier in Austrasien. Ihren Klosterstiftungen nach (Pfalzel, Prüm, Echternach, St. Maria im Kapitol) erstreckte sich der Einflussbereich der Hugobertiner über das Trierer Gebiet bis in die Gegenden nördlich von Köln.
Plektrudis, die nach dem Jahr 717 (der Legende nach 725) in Köln starb, stiftete vor ihrem Tod laut Quellen aus dem 12. Jahrhundert auf den Überresten des antiken Kapitolstempels eine Eigenkirche, was dafür spricht, dass sie dort und in der Umgebung umfangreiches Eigengut besaß; als älteste von fünf Töchtern Hugoberts dürfte sie dessen Familienbesitz in und um Köln geerbt haben, die Pfalz der Hugobertiner befand sich vermutlich in oder neben den Überresten des Kölner Kapitols. Ihr Ehemann Pippin der Mittlere lebte über längere Zeit ebenfalls in Köln. Bei der von Plektrudis gestifteten Kirche handelte es sich wahrscheinlich um eine langgestreckte Saalkirche mit rechteckigem Grundriss von ungefähr 10 × 32 m, bei deren Bau Reste des Tempels integriert wurden. Die Breite des Langhauses entspricht der des Tempels, die schmalere Cella wurde beseitigt, während der Sockel als Unterbau für das Kirchenschiff genutzt wurde. Ob die antiken Säulen beim Bau noch erhalten waren, ist unbekannt. Plektrudis wurde hier bestattet und bald verehrt. Nach dem Zweiten Weltkrieg wurde ihr Kalksandsteinsarkophag inmitten der größtenteils zerstörten Kirche gefunden.

#### Hoch- und Spätmittelalter
Im Winter 881/882 drangen die Normannen bei einem ihrer Raubzüge auf dem Rhein bis nach Bonn vor. Bei der Plünderung der Stadt brannte laut historischen Berichten auch St. Maria im Kapitol nieder. Archäologische Befunde für die berichteten großen Zerstörungen in Köln gibt es bislang nicht.
Mitte des 11. Jahrhunderts initiierten der Kölner Erzbischof Hermann II. und seine Schwester, die Äbtissin Ida des Frauenstifts St. Maria im Kapitol, den Bau einer neuen Kirche. Die Kreuzbasilika, um deren turmlose Vierung sich drei annähernd gleichgewichtige Rundabschlüsse mit Umgängen gruppieren (die sogenannten Konchen), folgt dem Grundriss der Geburtskirche in Bethlehem. Die Seitenschiffe  hatten von Anfang an rundbogige Kreuzgratgewölbe, das Mittelschiff und die Seitenkonchen waren flach gedeckt. Kreuzaltar und Längsschiff des Neubaus wurden 1049 von Papst Leo IX. im Beisein Kaiser Heinrichs III. geweiht, die Schlussweihe spendete Erzbischof Anno II. 1065.
Im 12. Jahrhundert mussten die Konchen erneuert werden. Nord- und Südkonche wurden erst bei dieser Gelegenheit eingewölbt, und die Südkonche erhielt eine Vorhalle. Die untere Außenwand der Ostkonche wurde mit einer Blendarkade verstärkt. 1170 wurde das Westwerk zu einer repräsentativen Dreiturmgruppe ausgebaut, ähnlich der schon 1141 vollendeten der Benediktinerabtei Brauweiler. Anfang des 13. Jahrhunderts erhielt die Ostkonche einen zweischaligen Wandaufbau mit einem Laufgang innen und darüber einer Zwerggalerie außen. Der Ostgiebel des Chors wurde bis an den Beginn der Apsisrundung vorgezogen. Um 1240 wurde das Mittelschiff des Langhauses erhöht und mit einem sechsteiligen gotischen Kreuzrippengewölbe gedeckt. Die Maßwerkschranken zwischen Binnenchor und Umgang der Ostkonche wurden 1464 von Johannes Hardenrath gestiftet. In der zweiten Hälfte des 15. Jahrhunderts wurden in die Winkel zwischen den Konchen von Bürgern gestiftete Kapellen mit quadratischem Grundriss angefügt: die Salvator-Kapelle des Ehepaars Hardenrath in den 1460er Jahren und die 1493 Johannes dem Täufer und Maria geweihte Hirtz-Kapelle. Um 1500 wurden die Fenster spitzbogig vergrößert und mit Maßwerk versehen.

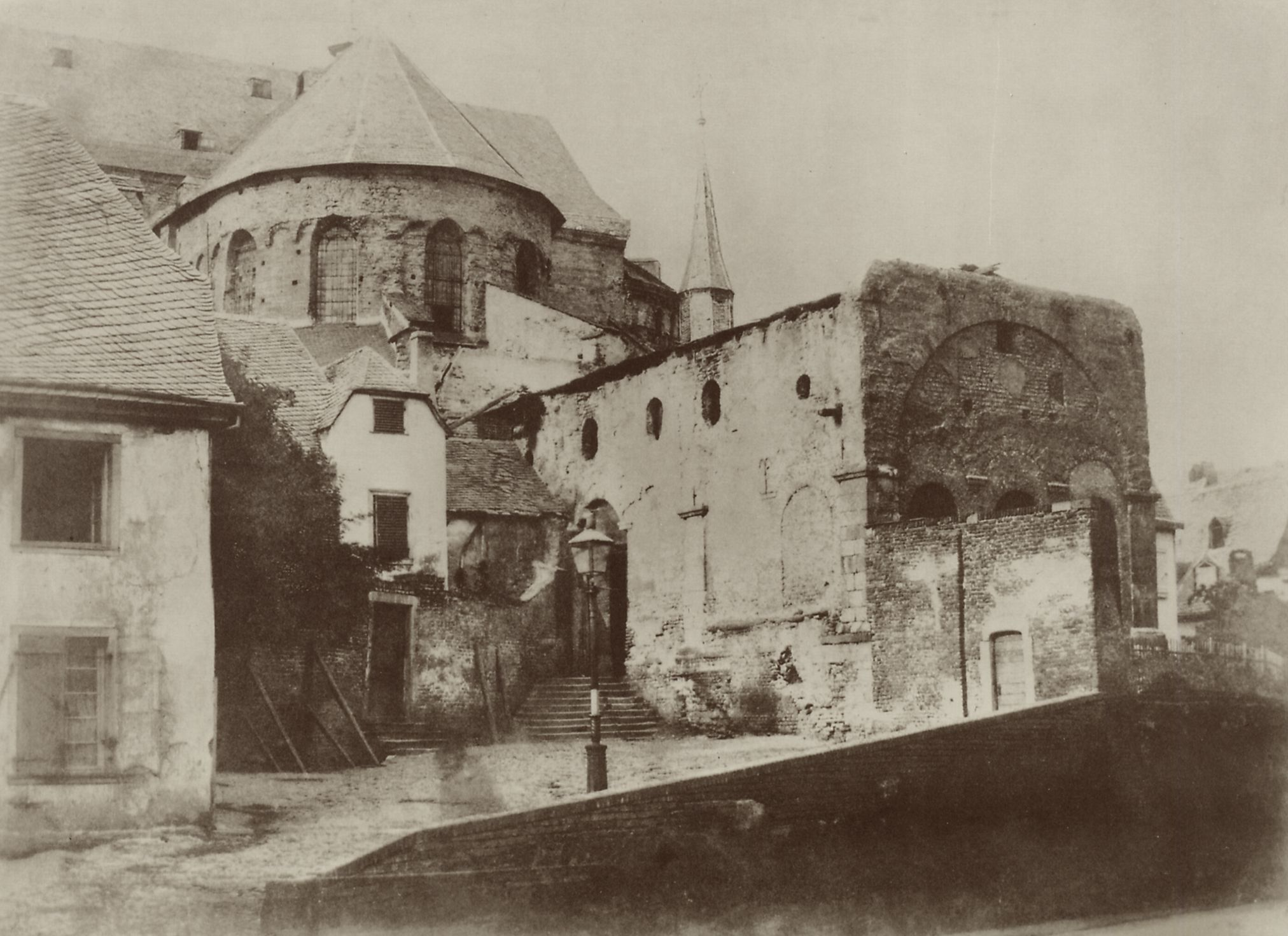
Südkonche noch mit gotisch vergrößerten Fenstern, Foto um 1850
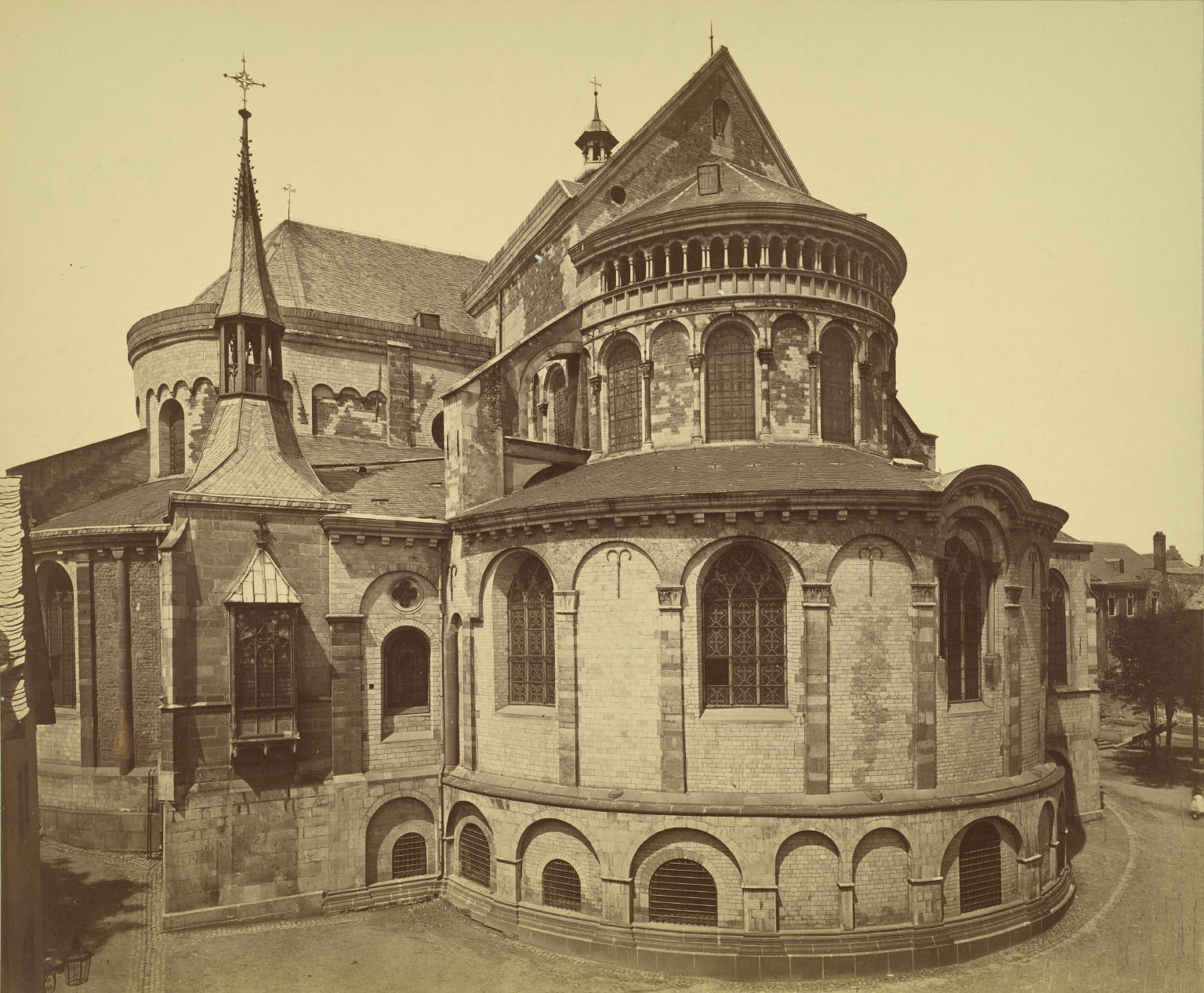
Ostkonche mit Zwerggalerie aus dem 13. Jh., Obergaden wieder romanisch, Fenster des Umgangs noch gotisch
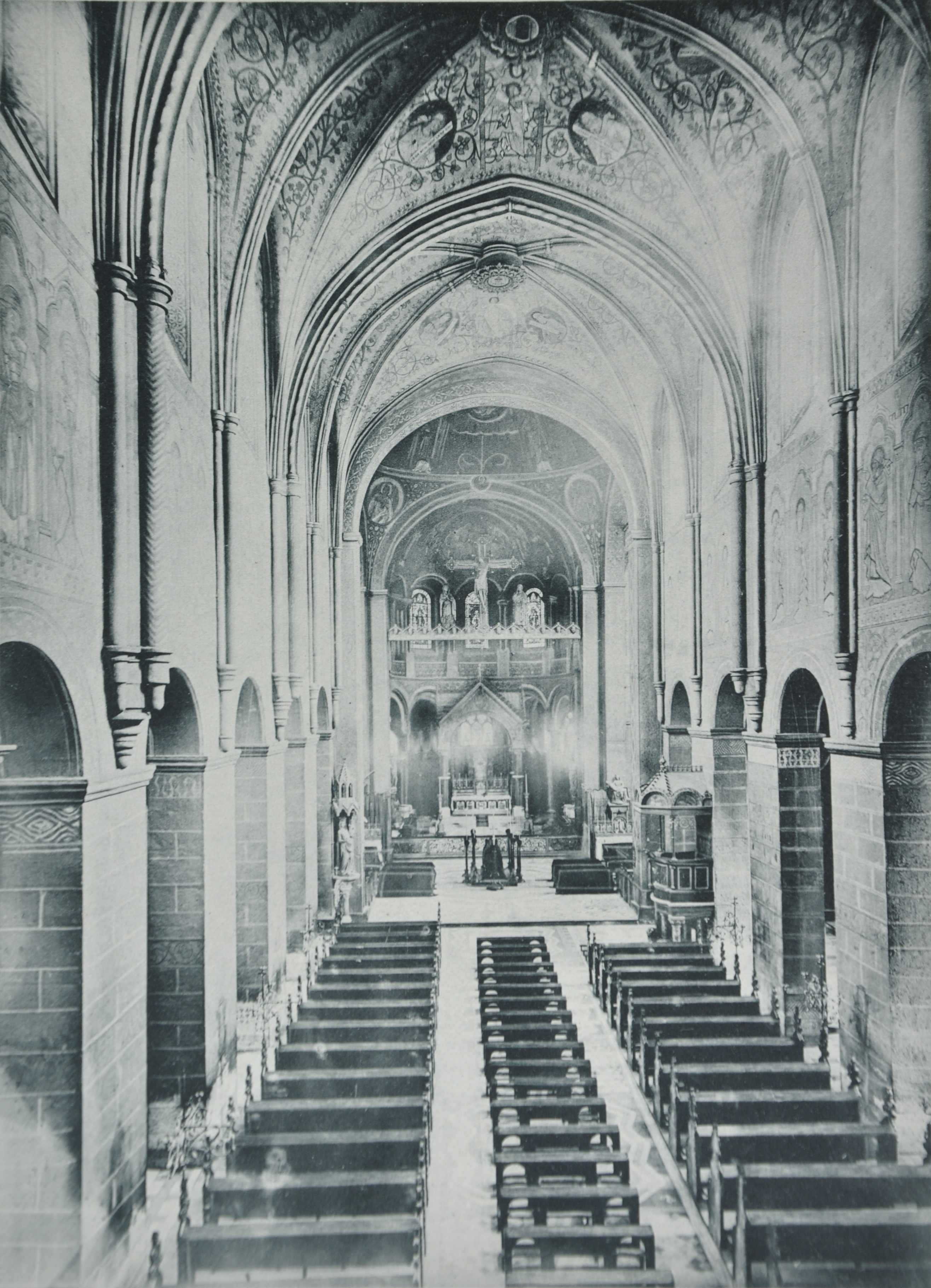
Mittelschiff mit sechsteiligen Kreuzrippengewölben, 1240–1942
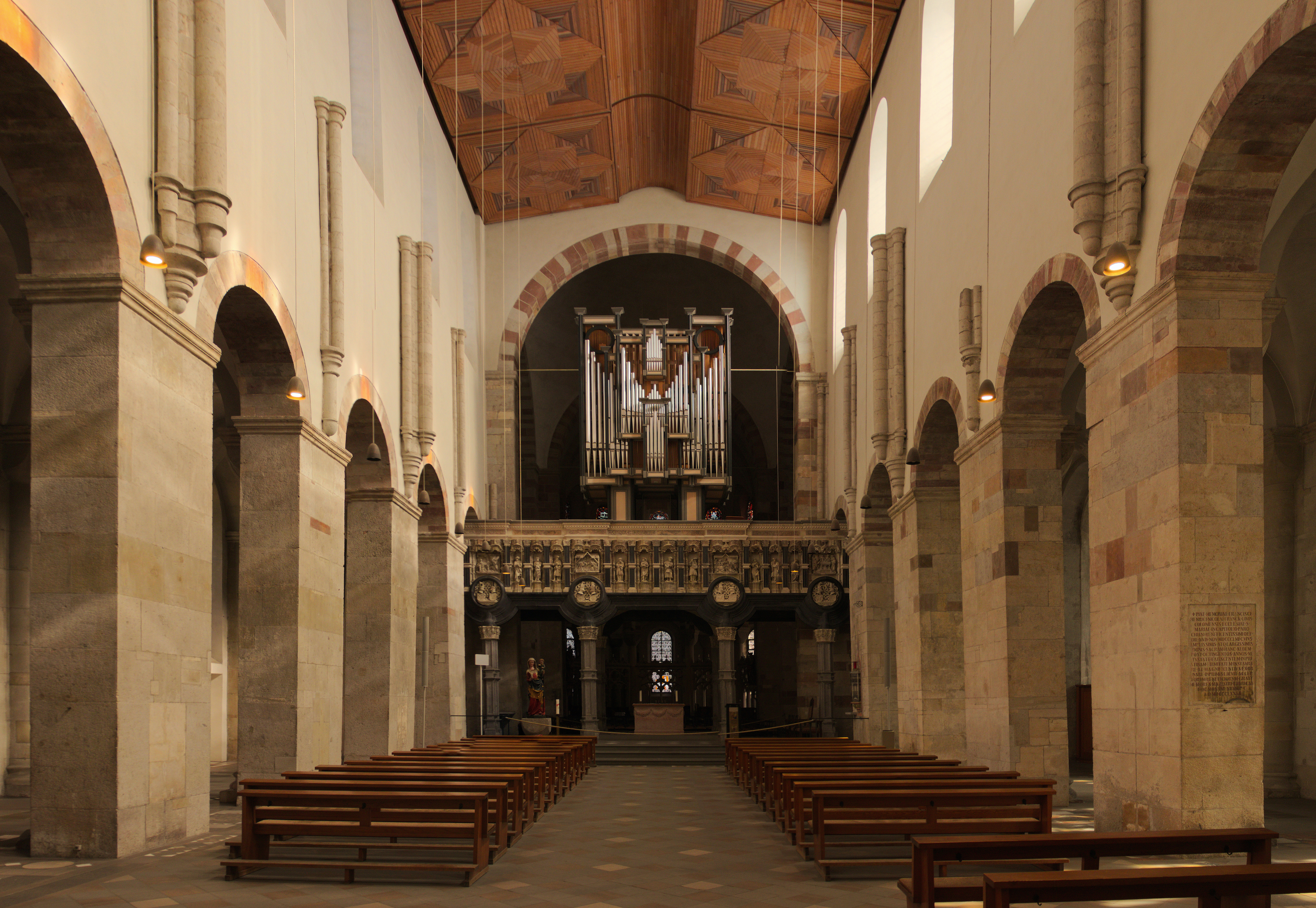
Langhaus, Blick nach Osten bis zum Lettner vor der Vierung
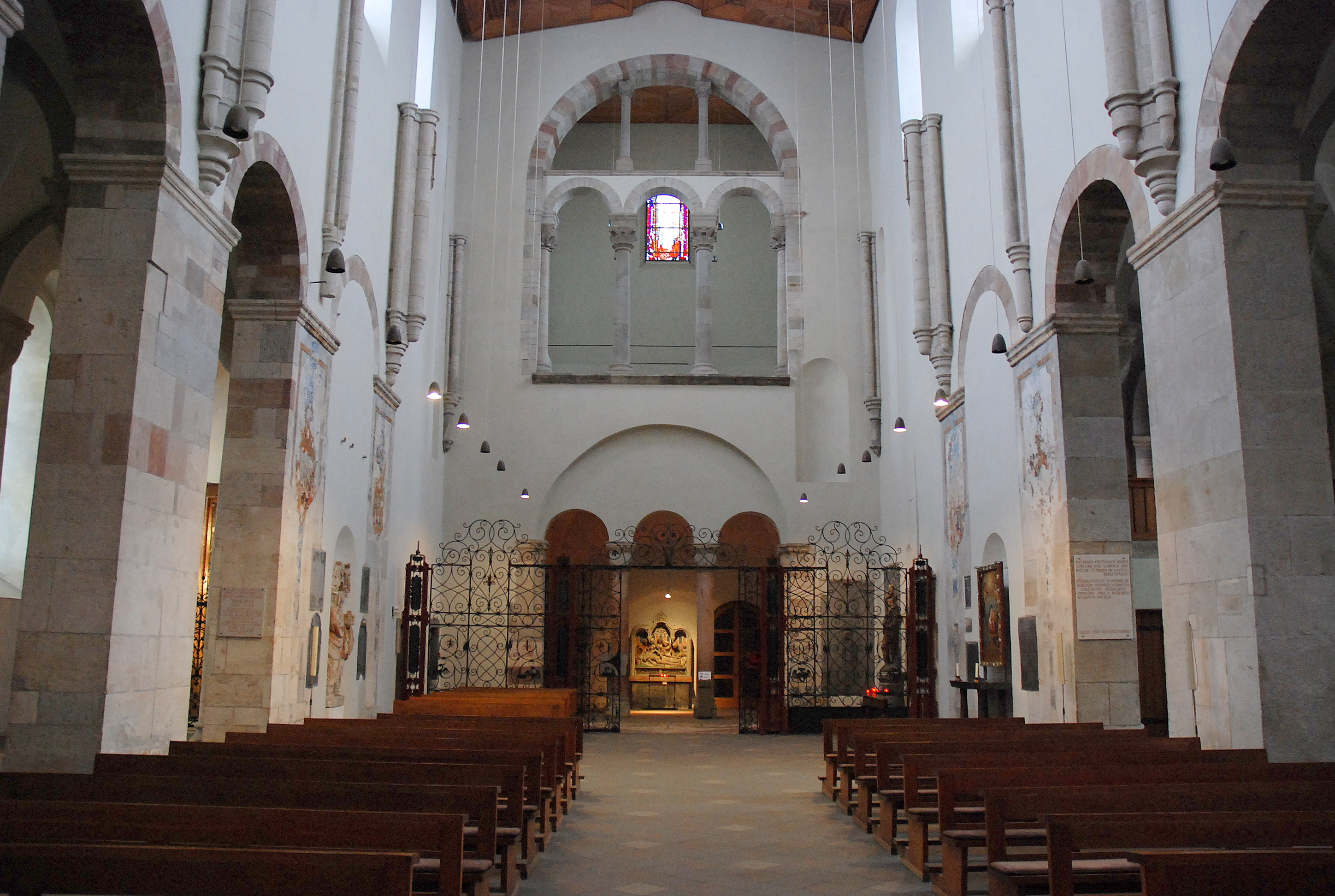
Langhaus nach Westen, Doppelarkaden n. Vorbild d. Aachener Pfalzkapelle
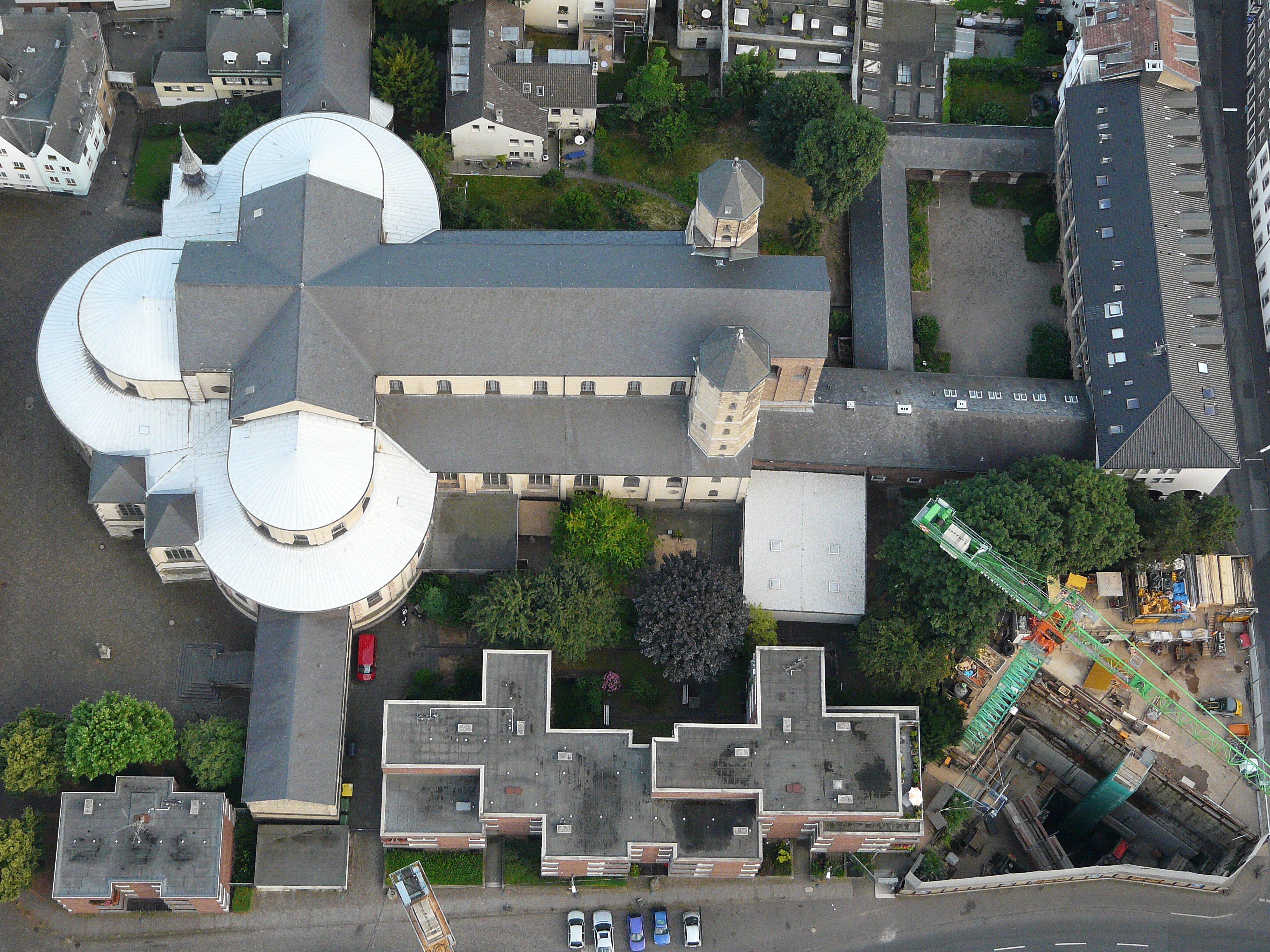
Vogelperspektive auf Kirche und Stiftsgebäude
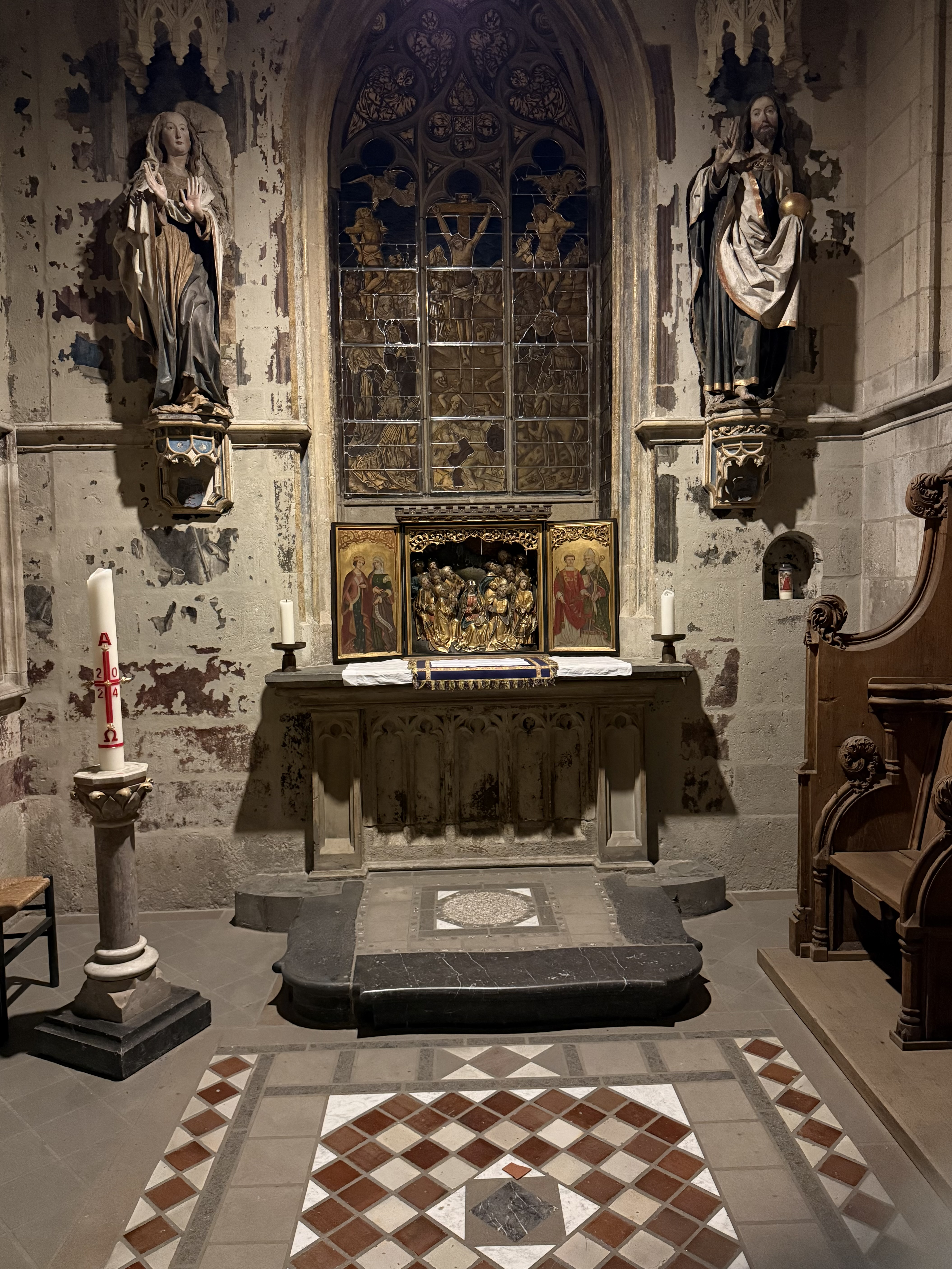
Salvatorkapelle

#### Neuzeit

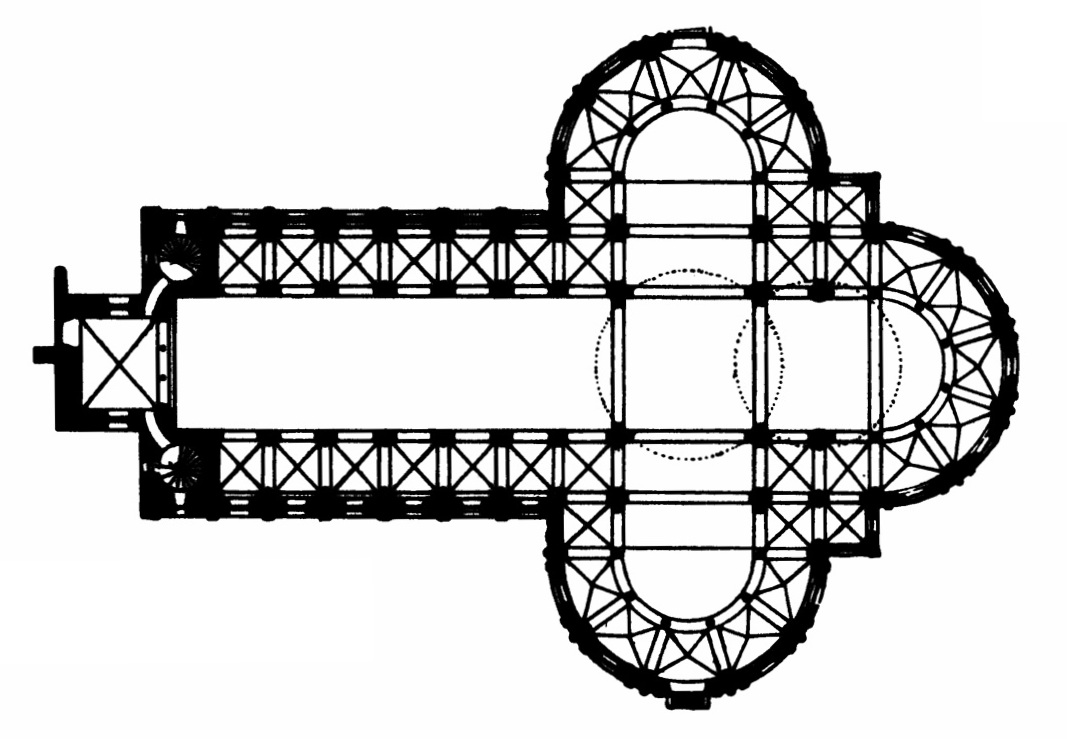
Grundriss mit den drei Konchen

Der Glockenturm stürzte 1637 ein und wurde nur in den unteren Geschossen wiederhergestellt. Die Treppentürme, nicht aber die bis heute erhaltenen romanischen Flankentürme, wurden 1780 wegen Baufälligkeit bis auf die Sockelgeschosse abgerissen. Wohl noch im selben Jahrhundert wurden die Dächer von Langhaus und Chor auf gleiche Höhe gebracht und die Dächer der Querhausarme (Nord- und Südkonche) erniedrigt.
Nach 1804 diente der erhaltene gotische Turm der nahen Pfarrkirche Klein St. Martin als Glockenturm. Dieser Turm brannte bei Luftangriffen in der Nacht vom 30. zum 31. Mai 1942 aus und auch das tontiefe, rund 5 t schwere Dreiergeläut von 1836 (Schlagtöne: a0, cis1 und e1) wurde zerstört. Der Turm wurde wieder aufgebaut, das Geläut aber nicht ersetzt.

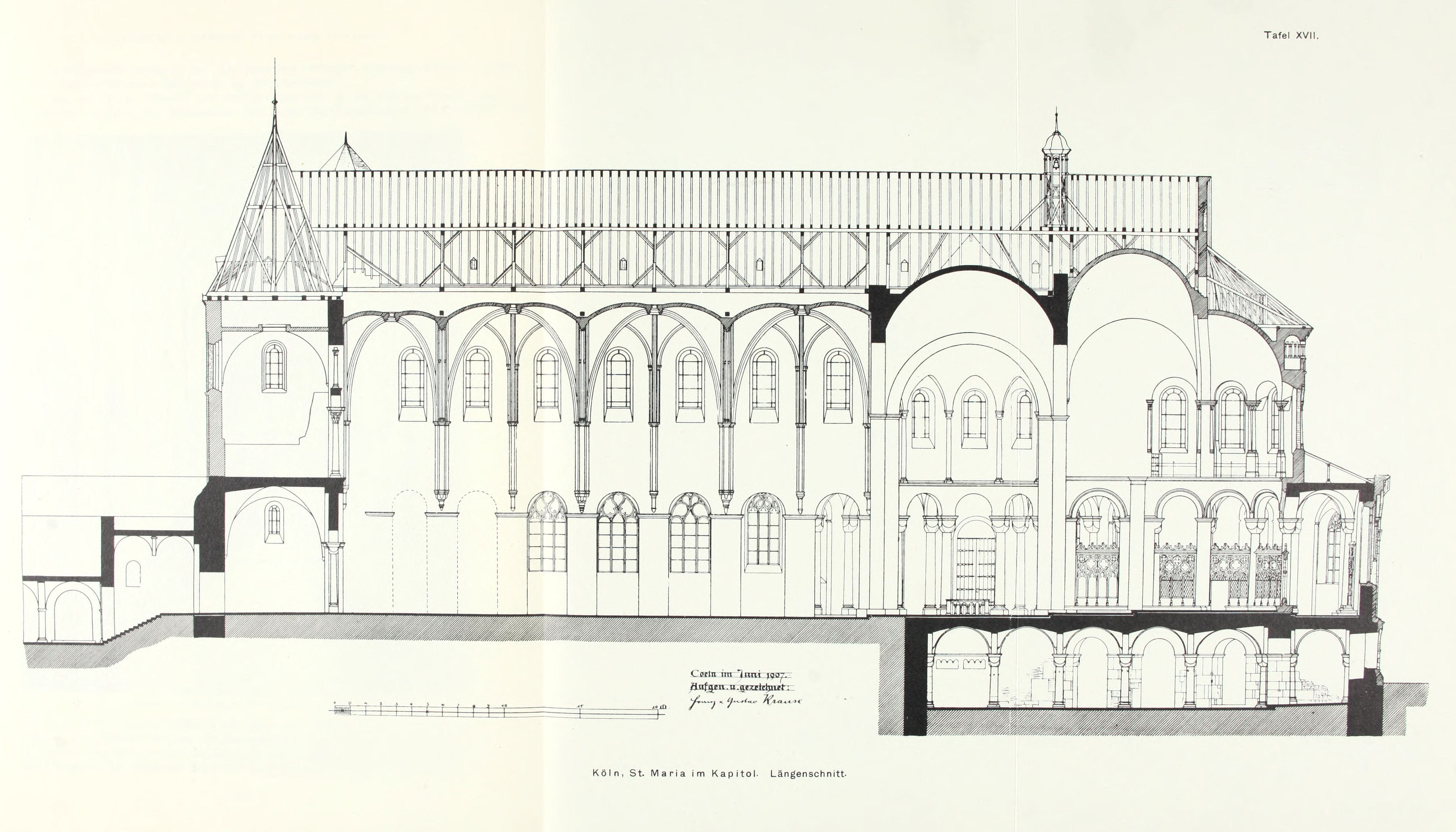
Längsschnitt: Krypta unter Vierung und Ostkonche

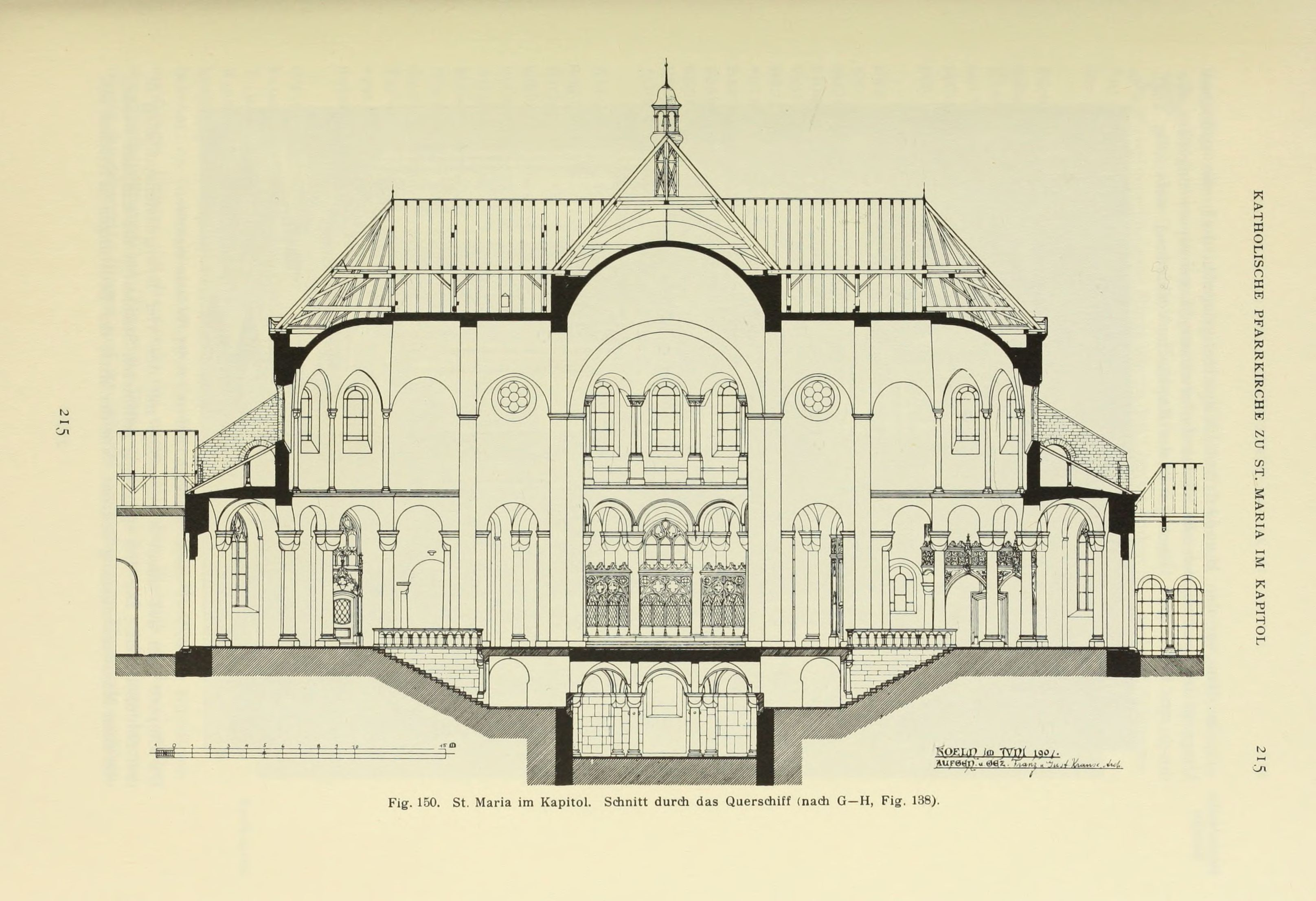
Querschnitt: Krypta in Langhausbreite, Treppen aus den Querhausarmen

Der aus dem Mittelalter stammende Kreuzgang, westlich der Kirche, wurde 1849 abgebrochen. Gegenüber der Kirche an der Kasinostraße liegt das schmucklose Äbtissinnenhaus des Klosters aus der Mitte des 18. Jahrhunderts.
St. Maria im Kapitol wurde im Zweiten Weltkrieg sehr stark beschädigt: Nordkonche, Teile der Vierung, die gotischen Langhausgewölbe und große Teile des Westbaus waren zerstört; im Juni 1948 stürzte die ungesicherte Ostkonche ein. Beim Wiederaufbau orientierte man sich weitgehend am Zustand von 1150, die verschiedenen Hervorhebungen der Ostwestachse wurden nicht wiederhergestellt. Gotische Kapellen und Südvorhalle blieben freilich erhalten. Bis 1956 konnte die Kirche zunächst im abgetrennten, mit flach geneigter Holzdecke geschlossenen Westteil, ab Weihnachten 1984 auch im weitgehend rekonstruierten Ostteil wieder für den Gottesdienst genutzt werden. Die spätgotischen Maßwerkschranken der Ostkonche wurden 1981/1982 rekonstruiert.

## Krypta
Die Krypta schließt östlich an die Grundmauern des römischen Tempels an. Sie besteht aus einem dreischiffigen, fünfjochigen Mittelraum mit 3/6-Schluss,? an den zwei Querflügel anschließen, Einstützenhallen, die sich bis an die Winkel zwischen den Konchen erstrecken. Von den drei Seiten des Polygonalabschlusses ragt jeweils eine Kapelle unter den Umgang der Ostkonche, mit einem Fenster im Sockelbereich der Knochenwand. Wegen des zum Rhein hin abfallenden Baugrundes liegen diese Fenster oberirdisch und es gibt sogar einen Zugang von außen. Mit dem Kirchenraum ist sie durch Treppen aus den Querhausarmen verbunden. Sie ist eine etwas verkleinerte Nachbildung der kurz vorher entstanden Krypta des Speyerer Doms und wurde wenig später nachgeahmt in der Stiftskirche von Brauweiler. Diese wurde von Erzbischof Hermann II. und Äbtissin Idas Schwester Richeza errichtet.

## Baukörper
Die Kirche folgt in ihrer heutigen, z. T. rekonstruierten Gestalt den Baugedanken des 11. Jahrhunderts. St. Maria im Kapitol hat vom Eingang bis zur Ostkonchenspitze eine Länge von etwa 73 m. Von der Spitze der Nord- zur Südkonche beträgt das Maß etwa 63 m, das Langhaus ist etwa 24 m breit. Bemerkenswert an der Kirche sind der Chorabschluss als früheste abendländische Dreikonchenanlage, der Westbau, die Krypta sowie die Reste der mittelalterlichen Ausstattung. In der Öffnung zur Empore des Westbaus steht ein doppelgeschossiges Arkadengitter, dass als Zitat der Arkaden der Aachener Pfalzkapelle Karls des Großen zu verstehen ist.

## Ausstattung
Sehenswert sind neben der rekonstruierten Dreikonchenanlage – innen wie außen – unter anderem:

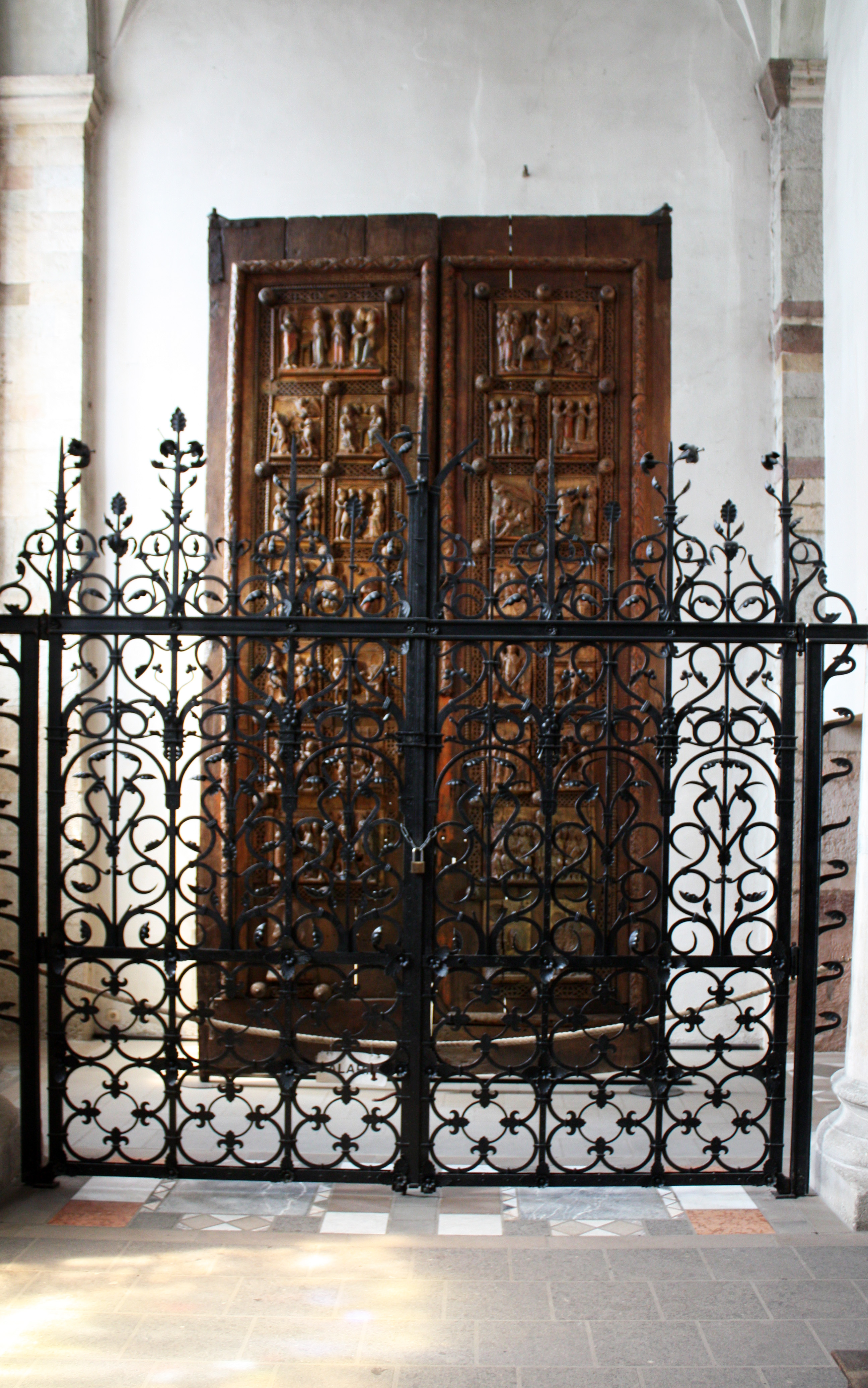
Holztür, Mitte des 11. Jahrhunderts (Foto: 2009)

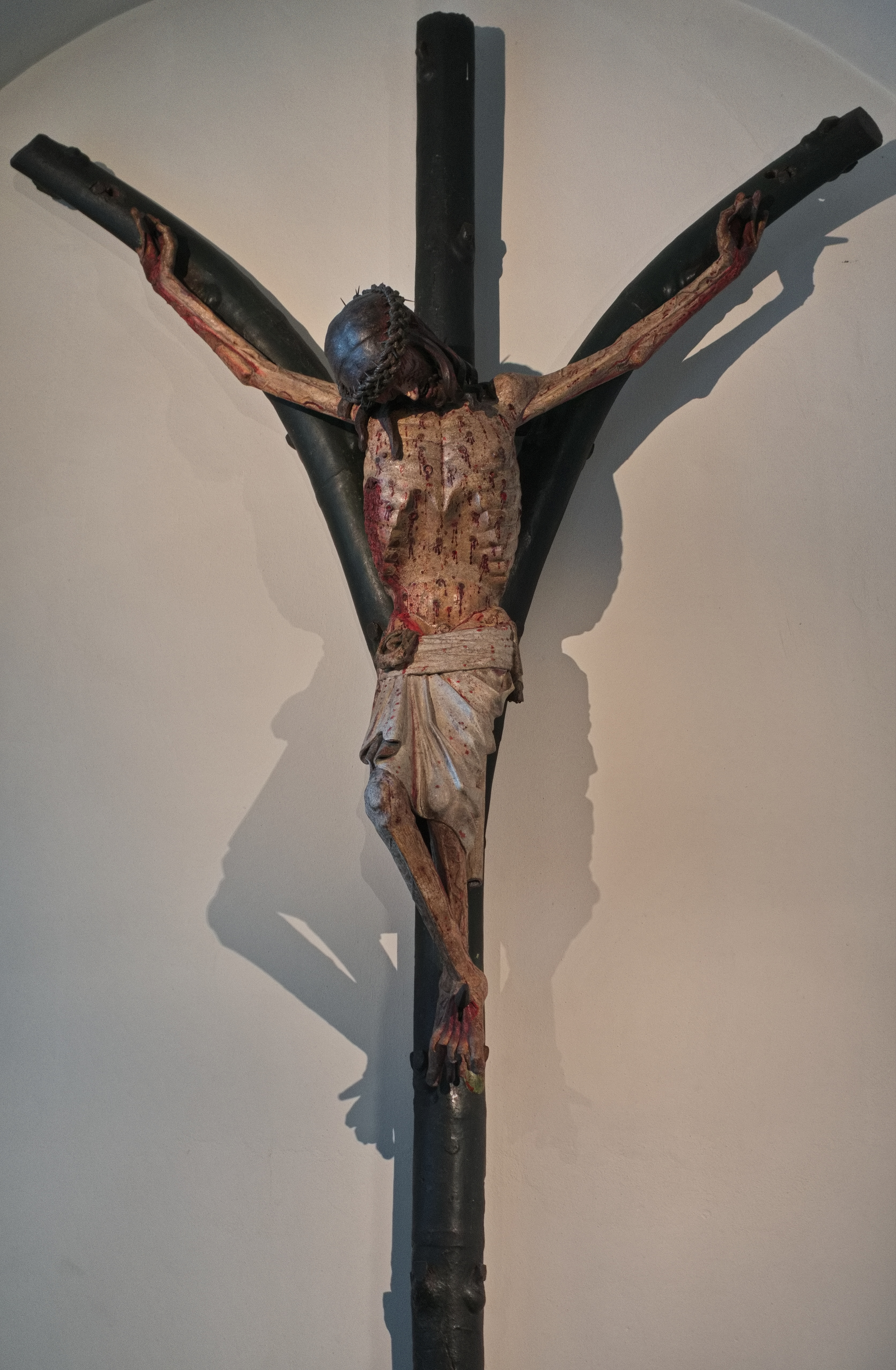
Gabelkreuz (vor 1312)

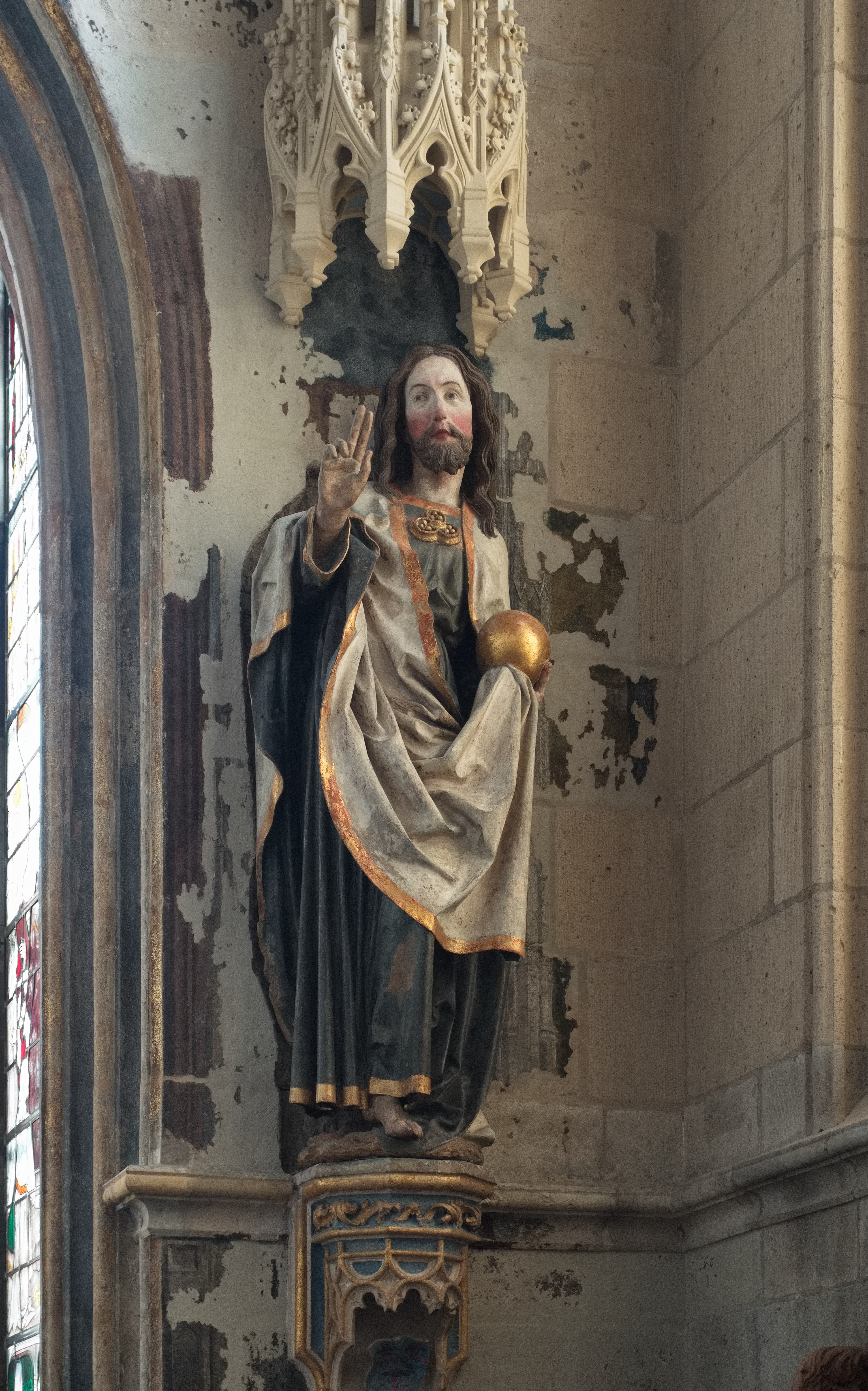
Hardenrath-Kapelle, Salvador Mundi aus der Werkstatt Niclaus Gerhaerts, um 1466 (Foto: 2023)

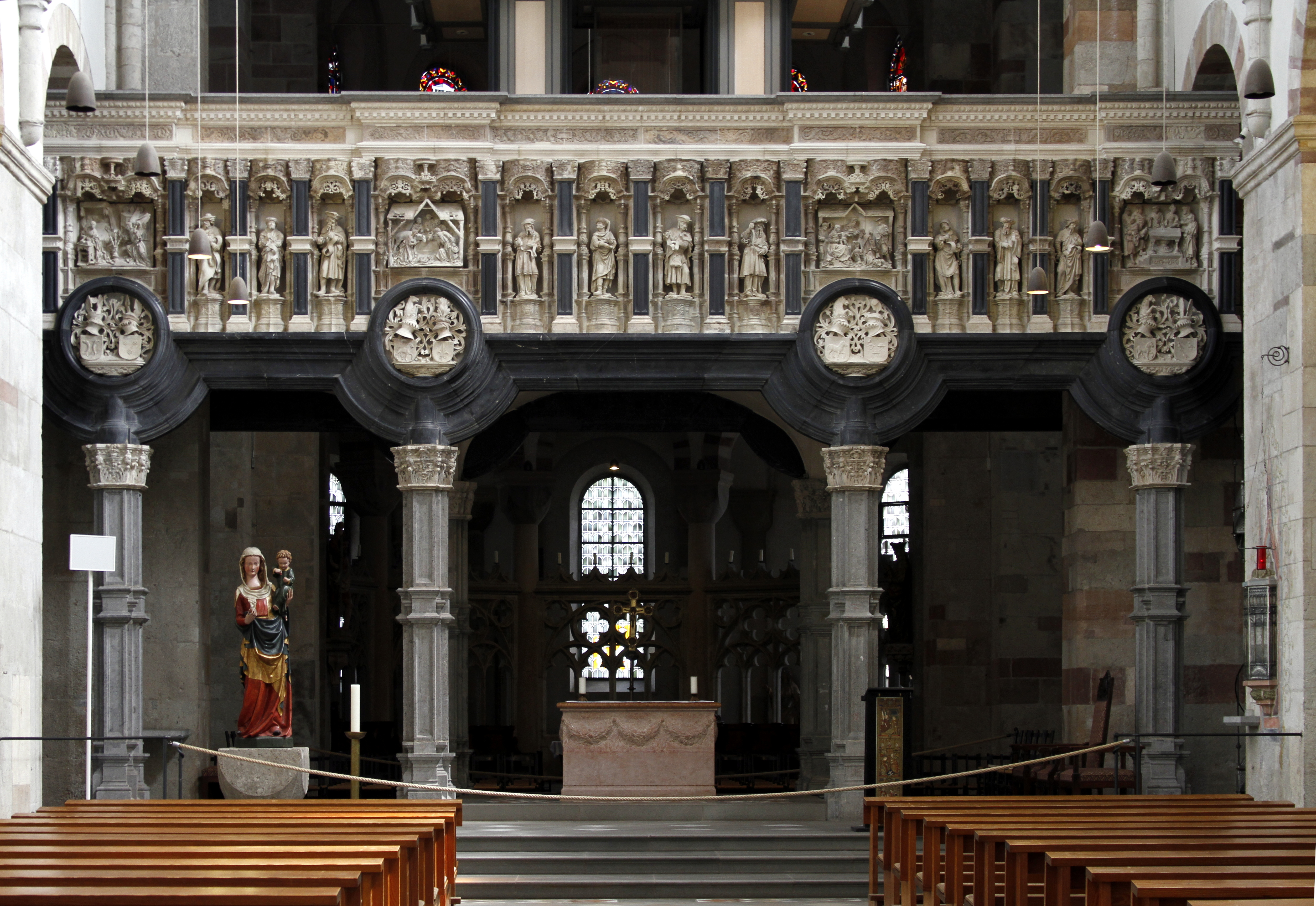
Renaissance-Lettner vor der Vierung (1517–23) mit heutigem Altarraum (und Bühne) (Foto: 2017)

### Holztür
Die im südlichen Seitenschiff ausgestellte Holztür von St. Maria im Kapitol zählt zu den bedeutendsten Holztüren der Kunstgeschichte. Sie stammt noch aus der Zeit, als die Kirche um 1060 vollendet wurde, und wurde erst in den 1930er Jahren in den Innenraum gebracht. Die zwei Türflügel verschlossen also knapp 900 Jahre das Portal der Nordkonche und sind immer noch in einem hervorragenden Zustand und zeigen sogar noch Farbreste. Die Türflügel zeigen 26 Reliefs mit Szenen aus dem Leben Jesu. Das Vorbild dieser Tür sind die frühchristlichen Holztüren beispielsweise von Santa Sabina in Rom oder Sant’Ambrogio in Mailand. In ihrer Gliederung aus gerahmten Reliefs folgen die Türflügel der Tradition der Spätantike. Der linke Türflügel zeigt die Kindheit Jesu nach Matthäus, der rechte die Passion Jesu und seine Auferstehung.

### Gabelkreuz, Pietà
In der nordöstlichen Kapelle des Trikonchos hängt das Gabelkreuz (Crucifixus dolorosus) von vor 1312. Die 150 cm große Christusfigur zählt zu den ausdrucksstärksten Leidenskruzifixen der Gotik. Der sich im Straßburger Münster und vorher schon in Frankreich anbahnende Prozess der sog. „Entkörperlichung“ führte in Deutschland schnell zu Bildfindungen, die in scharfem Gegensatz sowohl zur Fülle plastischer Formen als auch zu den Möglichkeiten von Eleganz und Schönheit stehen. Das hölzerne Gabelkruzifix stellt mit einer nie zuvor gezeigten konkreten Expressivität die hässliche Grausamkeit der Kreuzigung dar, die Abstraktion und jede Form des Gefälligen ausschließt. Sie ist Ausdruck einer mystischen Frömmigkeit, die um und nach 1300 viele Menschen ergriff, die sich mit Inbrunst in die Passion Christi vertieften, um sie im Nacherleben auch zu begreifen. Diese Welle einer intensiv auf das menschliche Leiden gerichteten Religiosität führte gleichzeitig zur Erfindung des Vesperbildes (Pietà), des Leichnams Christi auf dem Schoß seiner trauernden Mutter Maria, mit gleicher Betonung auf den Schmerz.Ref?

### Salvator-Kapelle (Hardenrathkapelle)
Die Salvator-Kapelle von Johannes Hardenrath und seiner Frau Sibilla Schlößgin, geweiht 1466, wurde zwar im Zweiten Weltkrieg fast zerstört, so dass von ihrer gemalten Auskleidung mit Sternenhimmel und Figurenprogramm kaum mehr etwas zu erkennen ist. Doch haben sich durch Auslagerung während des Krieges das Maßwerkfenster in der im Osten gelegenen Altarnische mit einer Kreuzigungsszene und vor allem zwei, den Altar flankierende gefasste Sandsteinskulpturen aus der Werkstatt Niclaus Gerhaerts erhalten (um 1466). Die Maria und der namengebende Christus als Salvator Mundi gehören zu den wenigen Werken, die dem immens einflussreichen in Straßburg tätigen Bildhauer heute mit genügender Sicherheit zugeschrieben werden. Sein raumgreifend zugewandt-lebendiger, Körper und Gewand durch starke Hinterschneidungen voneinander trennender Stil, war nicht nur innovativ, er wurde auch von Kaiser Friedrich III. favorisiert. Die in Straßburg gehauenen und gefassten Figuren, die über den Rhein nach Köln transportiert wurden, sind auch die nördlichsten Repräsentanten seines Werks, das am Niederrhein sonst auf wenig Resonanz stieß. Nur ein Salvator Mundi im Schnütgenmuseum (Inv. A 473) und eine ebensolche Figur von 1510 in Kempen (Niederrheinisches Museum für Sakralkunst), beide aus dem Umkreis Meister Tilmans, stellen vereinfachte Kopien der Christusskulptur in der Hardenrath-Kapelle dar.
Das kleine Retabel mit einer geschnitzten Figurengruppe Marias unter den zwölf Aposteln aus dem späten 15. Jahrhundert passt zwar zeitlich in die Kapelle, gehört aber nicht zur ursprünglichen Ausstattung. Die Flügeltafeln mit den Stifterfiguren auf den Rückseiten sind im Übrigen Ergänzungen des 19. Jahrhunderts.
Die dem Eingang zur Kapelle vorgelagerte große Sängerempore ist Teil einer Stiftung Johannes Hardenraths, die der Einrichtung einer Gesangsschule und eines Chores galt. Im Gegensatz zur privaten Kapelle kam diese Stiftung, wie auch die Finanzierung der Chorschranken der Allgemeinheit zugute.

### Lettner
Der Lettner stammt aus der Zeit der Renaissance und stand seit dem 18. Jahrhundert und bis in die 1980er Jahre an der Grenze von Langhaus und Westbau. Er ist seit der Renovierung 1985 vor die westlichen Vierungspfeiler an seinen ungefähr ursprünglichen Standort zurück versetzt und einen Meter höher gesetzt worden. Dieses früheste Renaissance-Werk Kölns wurde 1517–23 im Auftrag von fünf Kölner Patriziats-Familien (darunter die Hackeney) in Mecheln hergestellt. Bei der Erteilung des Auftrages bedachte man seinerzeit allerdings nicht, dass das Fußmaß regional sehr unterschiedlich lang war. Dadurch geriet der Lettner erheblich größer als beabsichtigt. Er trägt heute die Orgel. Die erhöhte Plattform unter ihm dient heute auch als Altarraum und gelegentlich als Bühne.
Der architektonische Aufbau besteht aus schwarzem Marmor, die Bauplastik und der Skulpturenschmuck aus weißem Kalkstein. Der Künstler wird identifiziert als der Dombaumeister Konrad Kuene van der Hallen. Auch hier sind in den Medaillons Szenen aus der Jugendgeschichte Christi dargestellt und Szenen aus dem Alten und Neuen Testament. Die Standbilder stellen Heilige und Propheten dar. Die dekorativen Teile zeigen schon reine Renaissance-Formen, dagegen wirken die Reliefs wie Bühnenkästen spätgotischer Schnitzaltäre und auch die Figuren sind noch vom Formenkanon der späten Gotik bestimmt. Hier ist eine gewisse Heiterkeit wirksam, eine Betonung bürgerlicher Tugenden in den Prunkhelmen und ein deutliches Zitat antiker Formen in einigen Kapitellen.

### Weitere Ausstattungsstücke
- Die romanische Grabplatte der hl. Plektrudis im nördlichen Seitenschiff stammt von 1160/70. Plektrudis ist mit einem langen gegürteten Gewand und einem um den Kopf geschlungenen Schleier bekleidet. Die rechte Hand ist im sog. Adorationsgestus erhoben, in der Linken trägt sie ein Schriftband mit einem Gebet. Die strenge Art der Faltenführung weist auf byzantinische Vorbilder hin.[10] (Eine weitere, ähnliche Grablege mit einer schlichteren Figur gehört der Äbtissin Ida.) Ein jüngeres, gotisches Epitaph vom Ende des 13. Jahrhunderts, das Plektrudis mit einem Kirchenmodell in der Hand als Kirchenstifterin zeigt und noch Reste einer farbigen Fassung aufweist, findet sich hochgestellt an der Südwand des Langhauses.
- Die Limburger Madonna (13. Jahrhundert) ist eine oberrheinische gefasste Holzskulptur aus dem Kloster Limburg an der Haardt. Sie steht links vor dem Lettner, der heute auch als Altarraum dient.
- Die archaisch wirkende Madonnenfigur der Zeit um 1200 an der westlichen Stirnwand des Nordschiffs verkörpert den Typus der Nikopoia.[20] Sie thront über einem Löwen und präsentiert das frontal auf ihrem Schoß sitzende und segnende Kind.[10]
- Im Chor der Kirche befindet sich eine Marienstatue aus dem letzten Viertel des 12. Jahrhunderts. Die Legende erzählt, dass ein Junge namens Hermann Joseph täglich vor dem Marienbild betete und ihm einen Apfel darbot. Eines Tages lächelte die Statue dem Jungen zum Dank zu. Eine andere Version berichtet, die Statue habe dem Jungen zum Dank ein Versteck genannt, an dem er täglich einen kleinen Beutel Geld für seine Schulkosten fand. Zur Erinnerung liegen bis heute täglich frische Äpfel vor dem Relief.
- Das bronzene Taufbecken im Umgang der nördlichen Konche wurde 1594 in der Werkstatt des Büchsenmachers Heinrich Wickrath für die zum Kapitolstift gehörige Pfarrkirche Klein St. Martin gefertigt.
- ein Hans von Aachen zugeschriebener Flügelaltar und ein Tafelbild eines Hans-Baldung-Grien-Schülers (beide Gemälde um 1600)
- das Epitaph der Äbtissin Anna Adriana Wolff von Metternich zur Gracht († 1698)
- eine Pieta, die 1870/75 von Nikolaus Elscheidt geschaffen wurde, südliche Chorkapelle[21]
- Kirchenschatz:
  - Tragaltar aus dem Jahr 1170, auf dessen Deckel Abraham und Melchisedek, an den Längsseiten Christus und Maria zwischen den Aposteln, an den Schmalseiten Propheten dargestellt sind, und eine Sonnenmonstranz von Joan II. Rohr von 1774/80.[22]
  - Johann Wilhelm I. von der Rennen schuf 1636 einen sehr schönen Kelch.[23]
- Glasmalereien:
  - Berchem-Fenster, Kreuzigungsgruppe mit dem Kanoniker Heinrich Berchem, nach 1481, nördliches Seitenschiff
  - Hubertus-Fenster, volkreicher Kalvarienberg mit den Heiligen Hubertus und Hieronymus sowie den Stiftern Wilhelm IV. von Jülich-Berg, seiner Frau Sibilla von Brandenburg und Tochter Maria, um 1500, nördliches Seitenschiff
  - Ursula-Fenster, Heilige Ursula, Jakobus d. Ä., Gereon und Engel mit Wappen, daneben Stifterfamilie, nach 1510, vermutlich von Hermann Pentelynck, nördliches Seitenschiff
  - Heister-Fenster, Madonna mit Kind und Kanoniker Heinrich Heister, um 1467, nördliches Seitenschiff
  - Maximilian-Fenster, zwei Einzelscheiben mit je einem adorierenden König, um 1518, Hirtz-Kapelle
  - Madonna mit Kind, um 1500 und Stifterbild eines Kanonikers, der bisher nicht identifiziert werden konnte
  - Volkreicher Kalvarienberg, um 1465, Hardenrath-Kapelle
  - Heller-Fenster, Heiliger Jakobus d. Ä. mit Kanoniker Johannes Heller († 1472) und dessen Neffen und Jakob Heller und seiner Frau Katharina von Melem, nach 1510, südliches Seitenschiff[24]
  - Heiliger Bischof mit Wappenengel, nach 1510, südliches Seitenschiff

Sehenswert sind auch die im südlichen Seitenschiff hängenden Knochen eines eiszeitlichen Grönlandwales, der sich wahrscheinlich in einen Rheinarm verirrt hatte und dort verendet ist. Die Knochen wurden bereits vor Jahrhunderten bei Bauarbeiten entdeckt und über einem Beichtstuhl an einer Kette hängend ausgestellt. In Köln ist er als „Zint Märjensrepp“ („Rippe der hl. Maria“) bekannt.
Das Triumphkreuz der Kirche (um 1160, Haupt um 1220 ergänzt) befindet sich im Germanischen Nationalmuseum in Nürnberg (Inv.-Nr. Pl.O.33).

### Galerie der Ausstattung

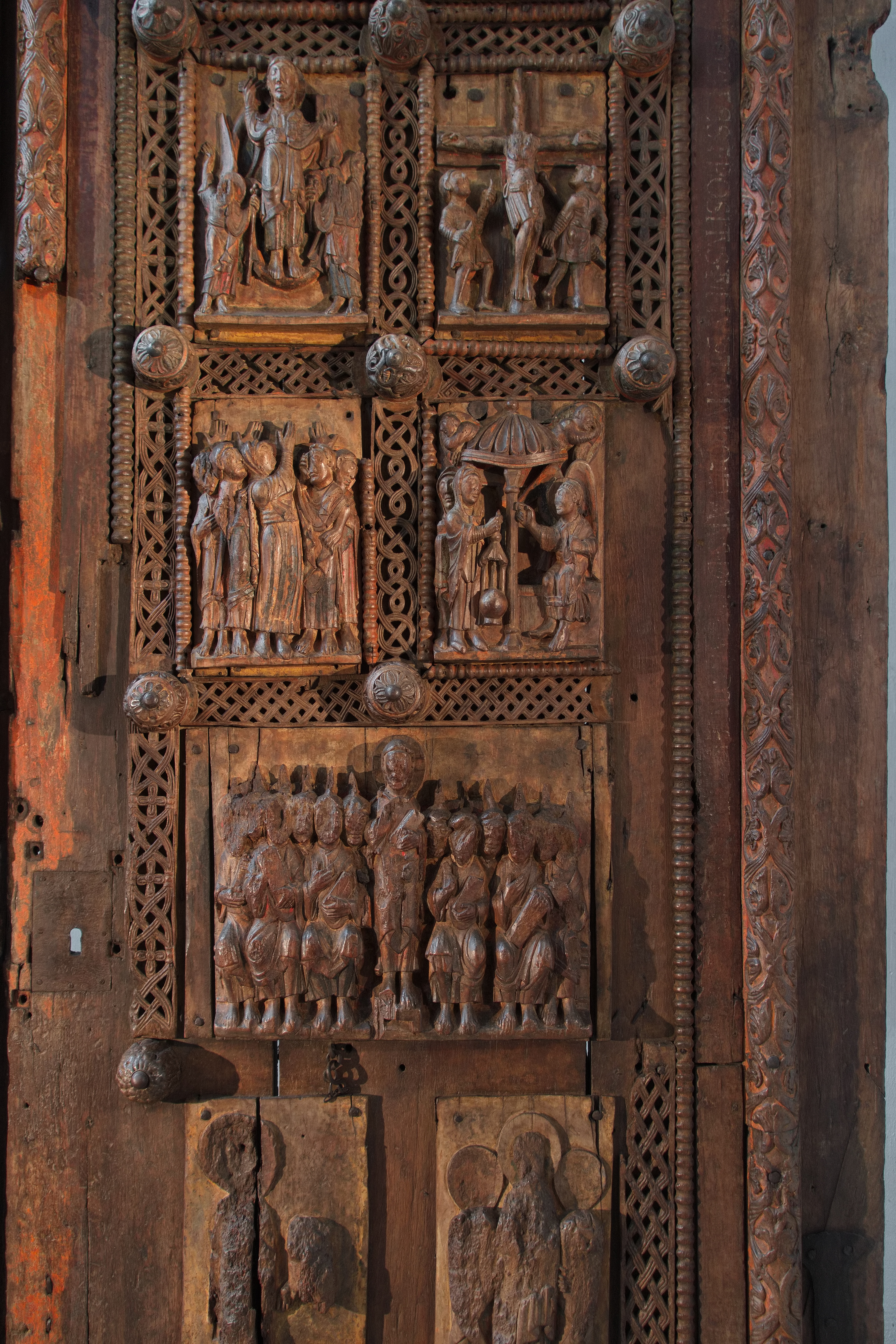
Detail des einzig erhaltenen romanischen Holzportals von 1049–65
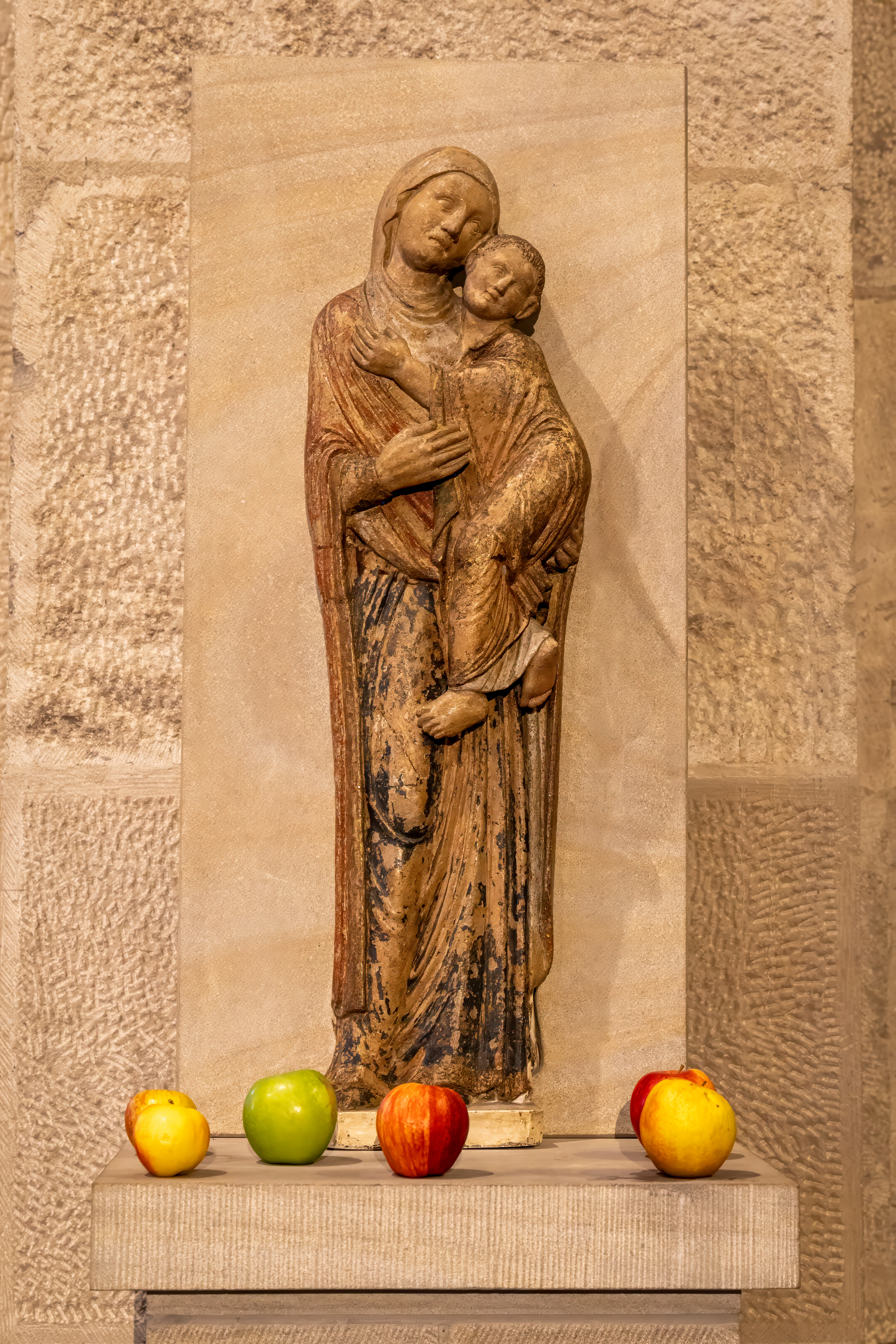
Madonna des Hl. Hermann Joseph mit Äpfeln (letztes Viertel 12. Jh.)
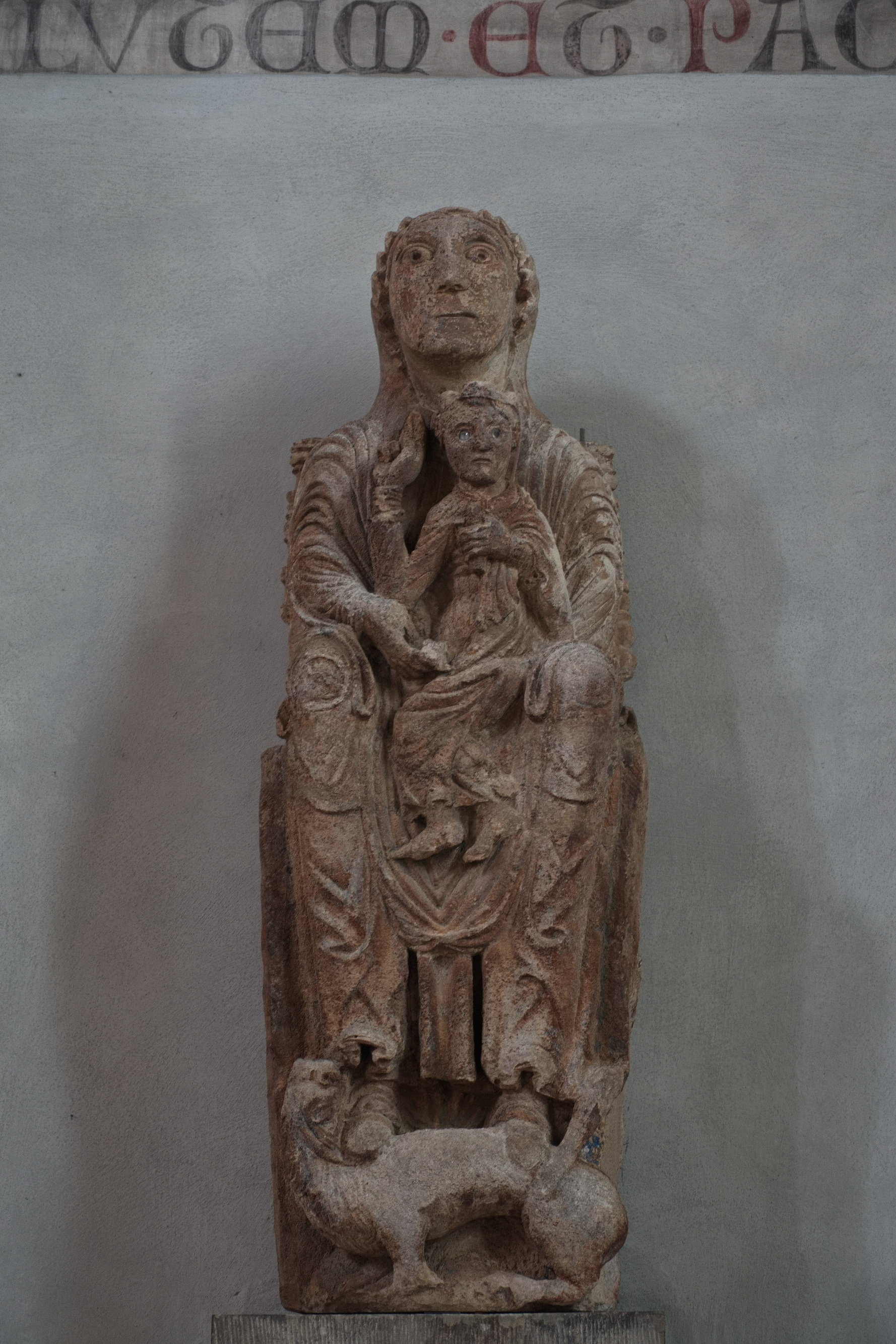
Nikopoia, um 1200
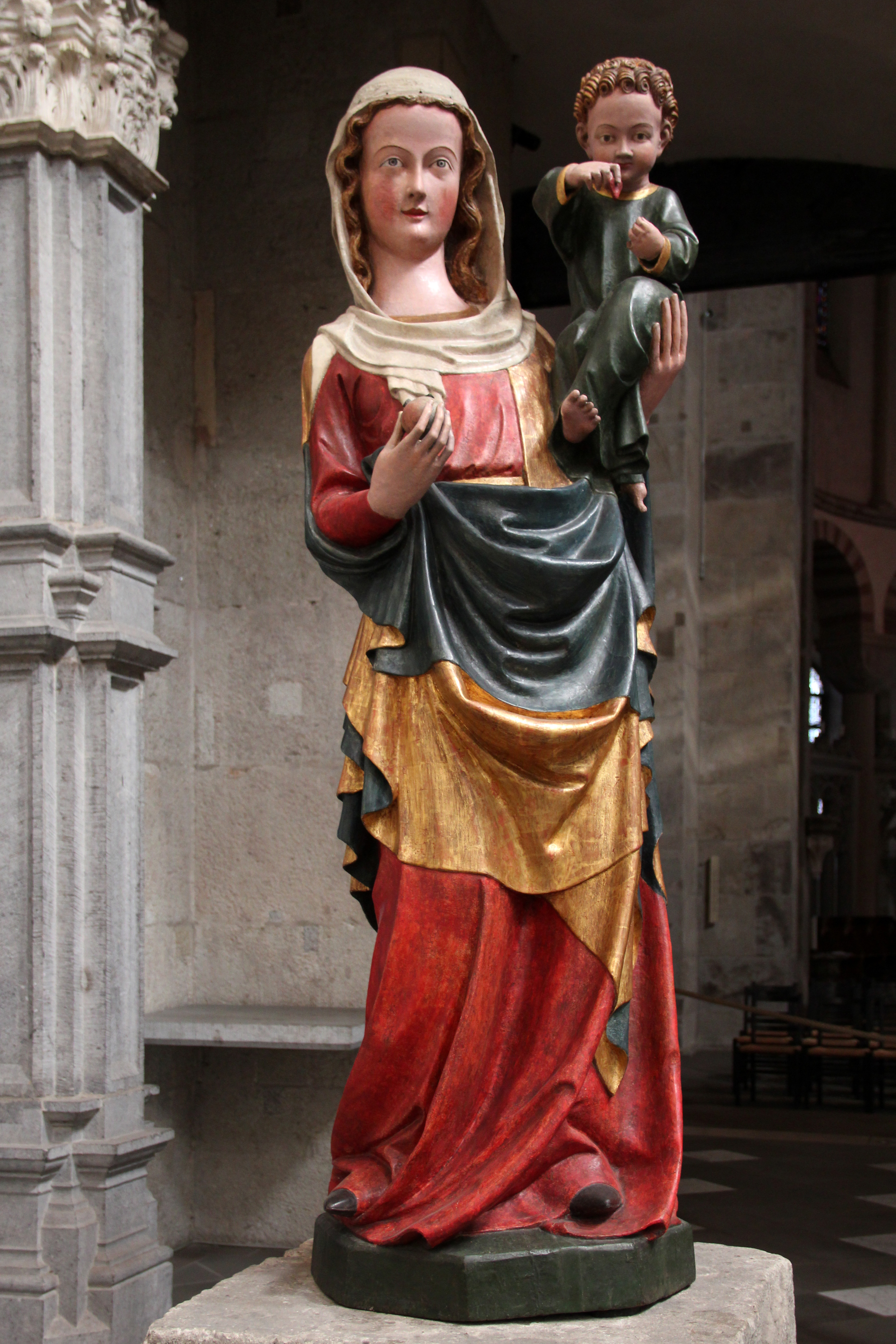
Limburger Madonna (13. Jh.)
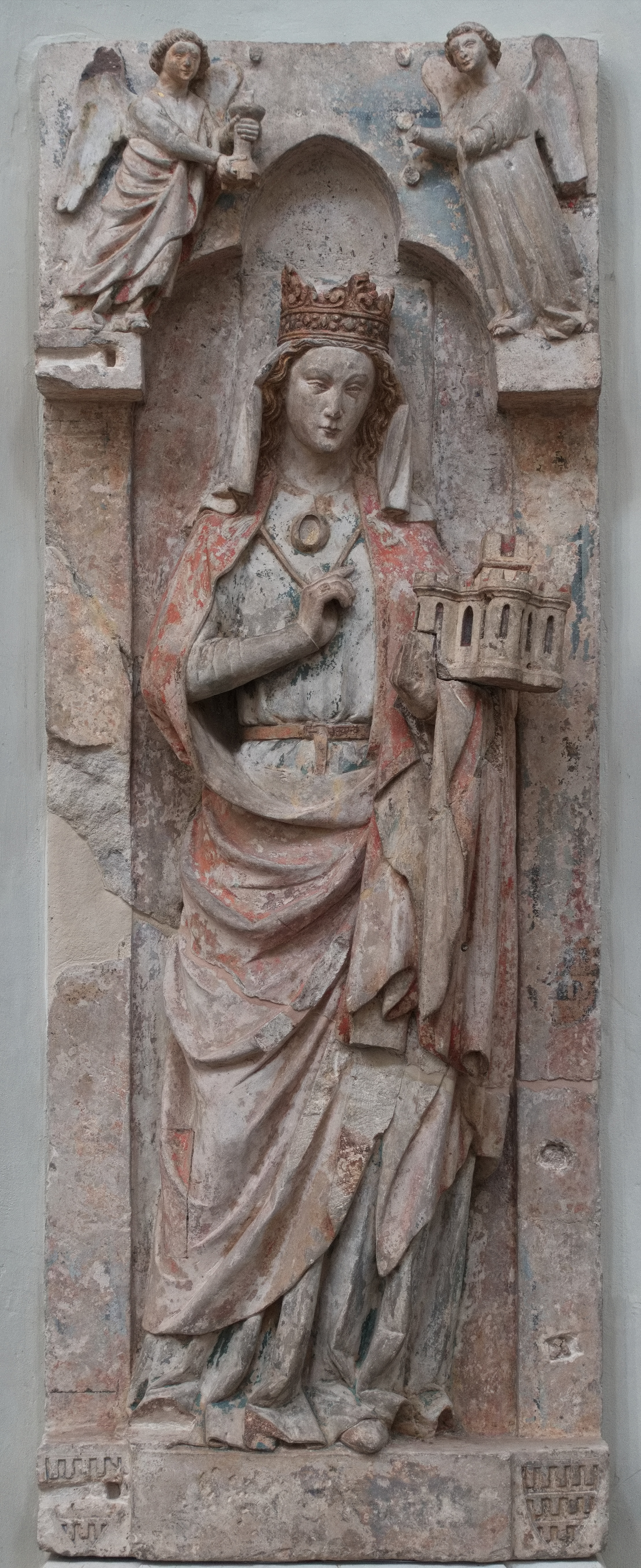
Zweites Epitaph der Plektrudis (1280-1300)
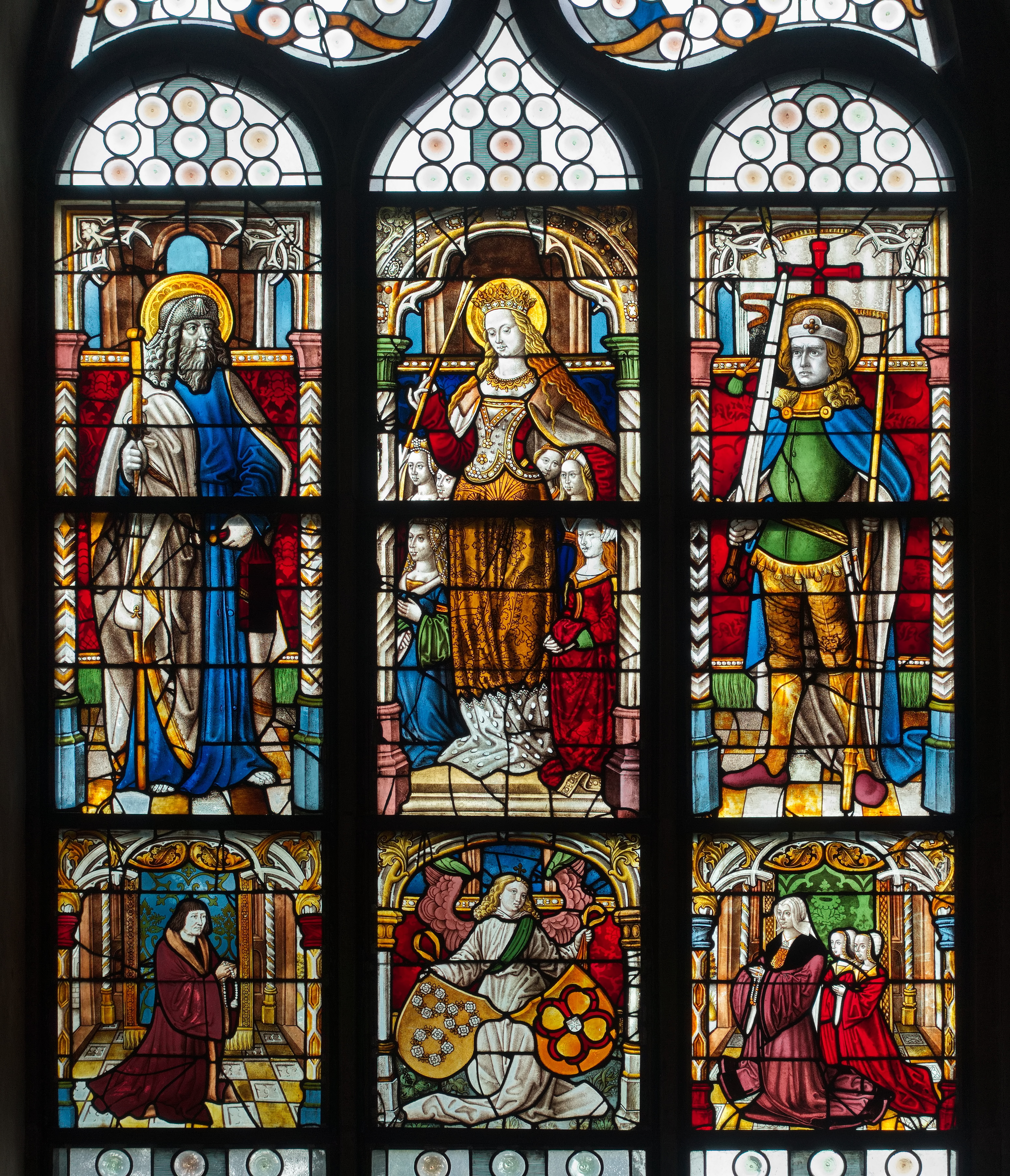
Fenster der Hl. Ursula, vmtl. von Hermann Pentelynck (nach 1510)
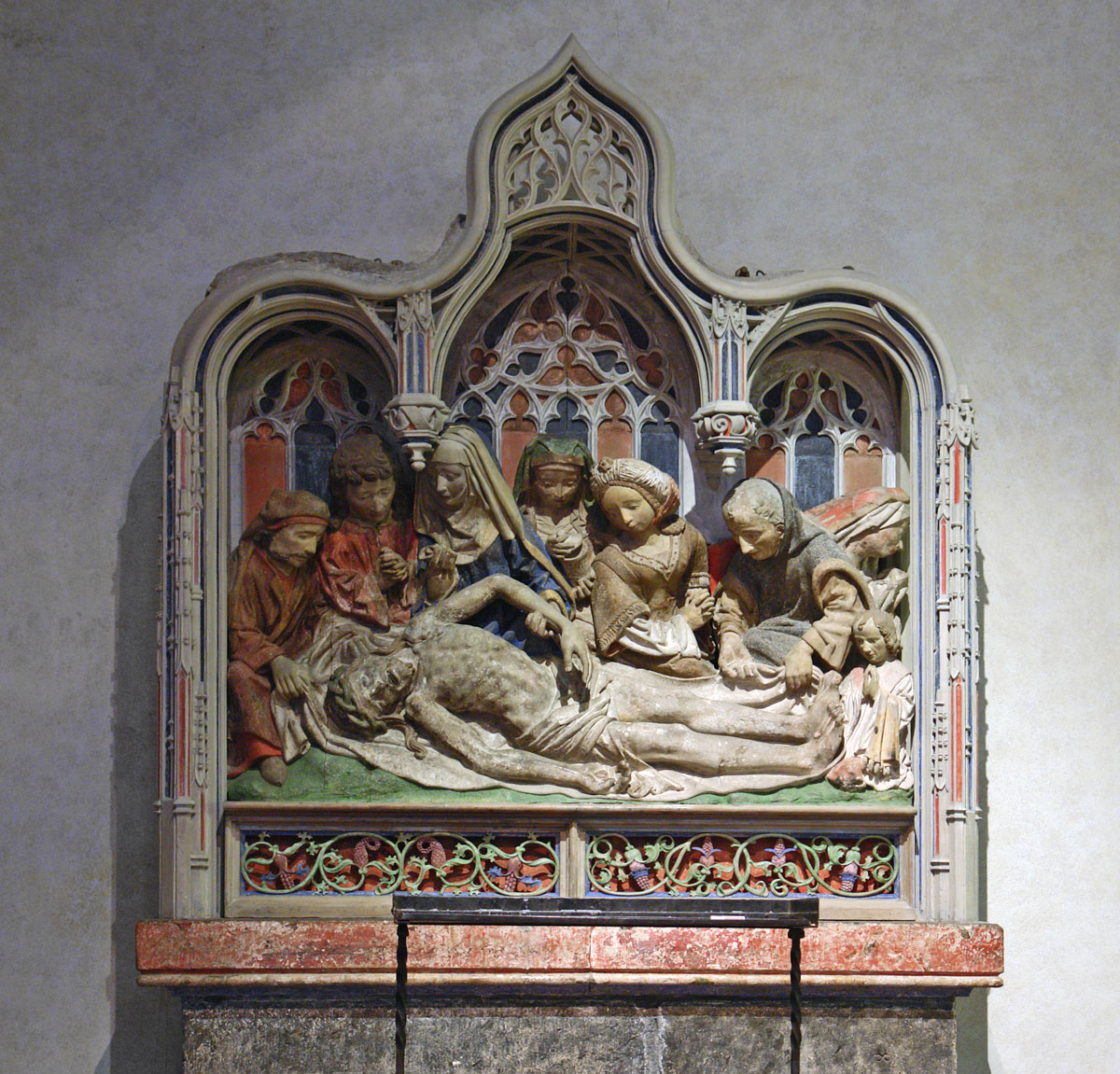
Grablegung Christi (16. Jahrhundert)
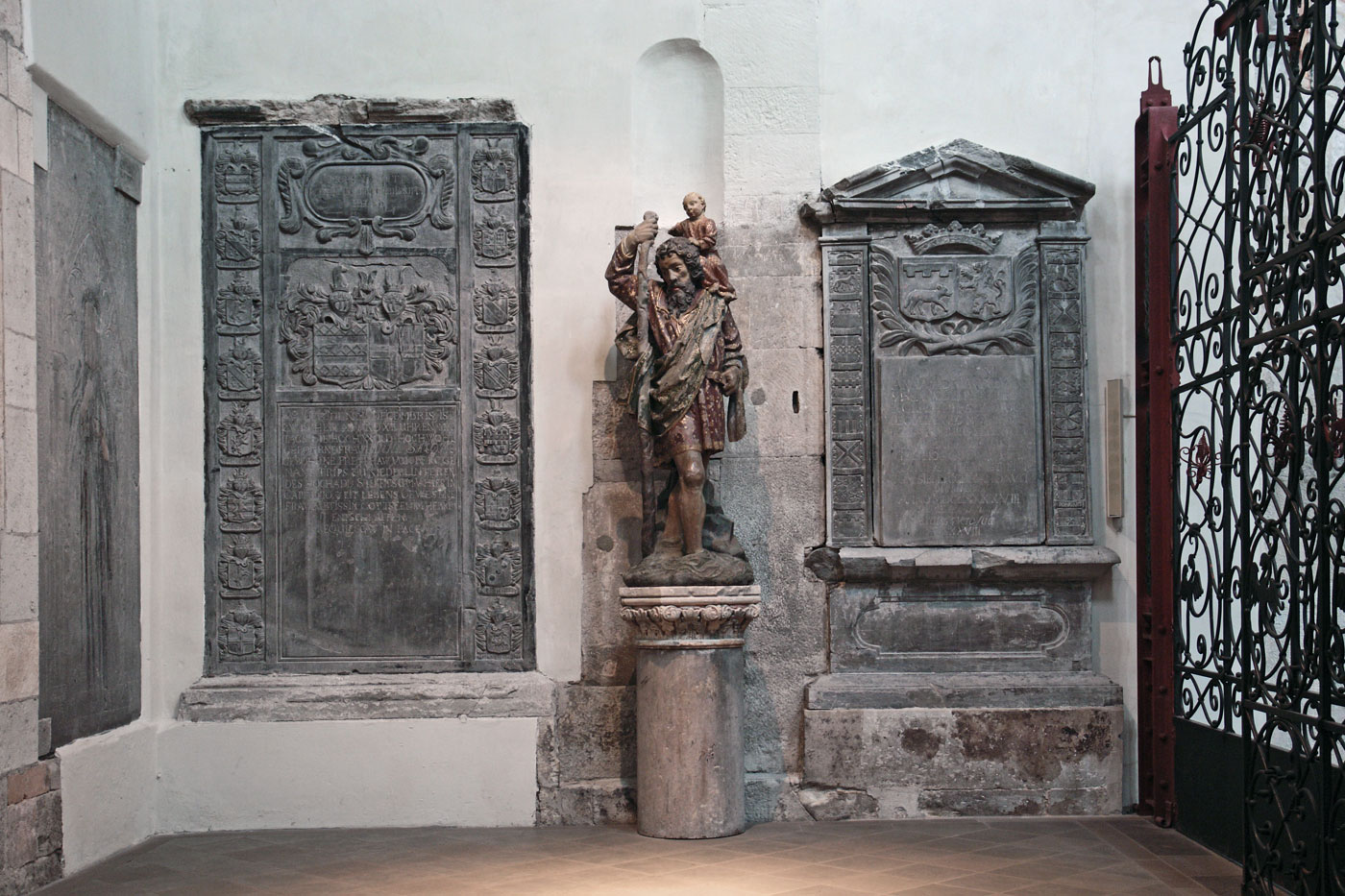
Zur Rechten des Hl. Christophorus das Epitaph der Äbtissin Anna Adriana Wolff von Metternich zur Gracht
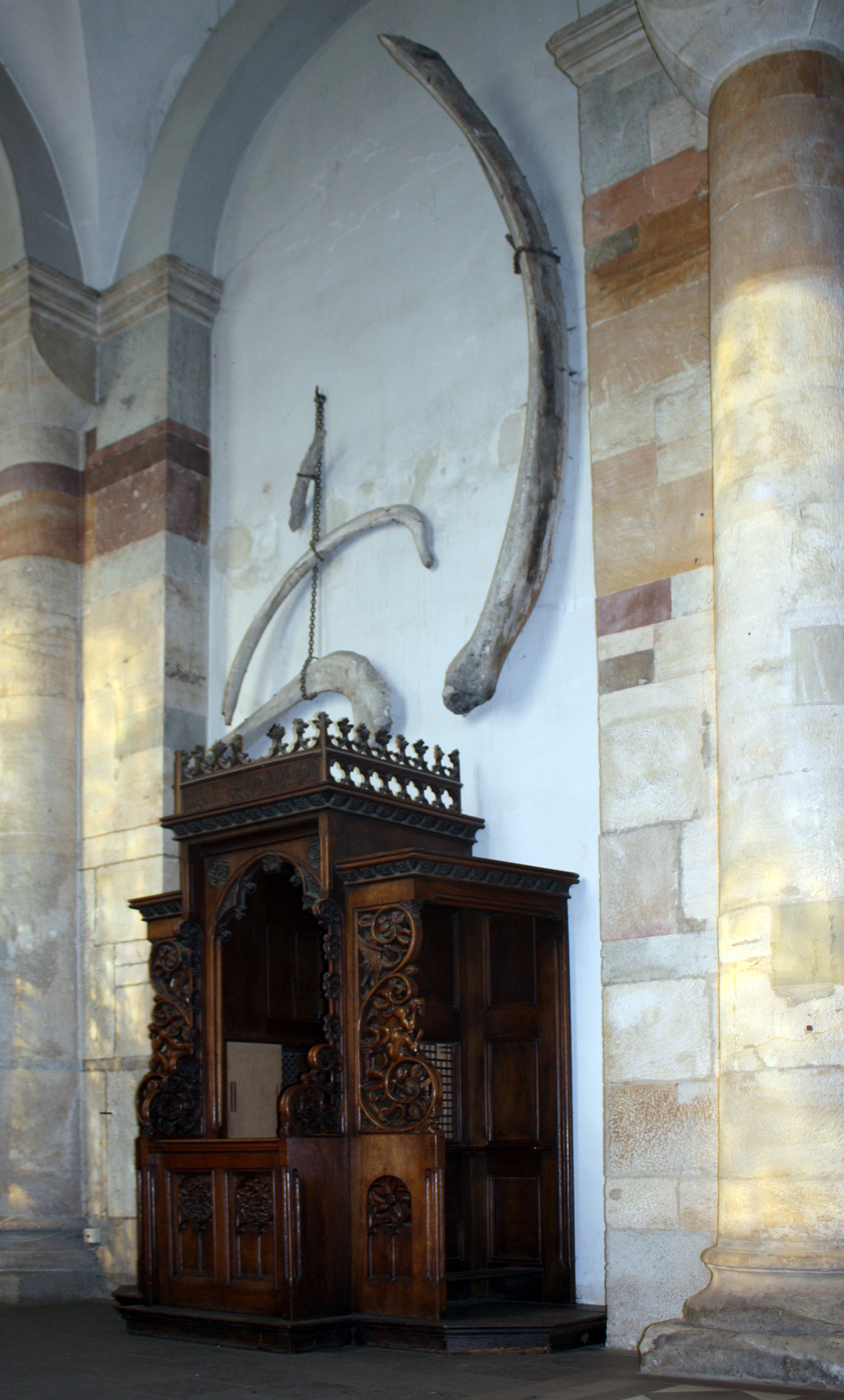
Altes Beichtgestühl und Zint Märjensrepp
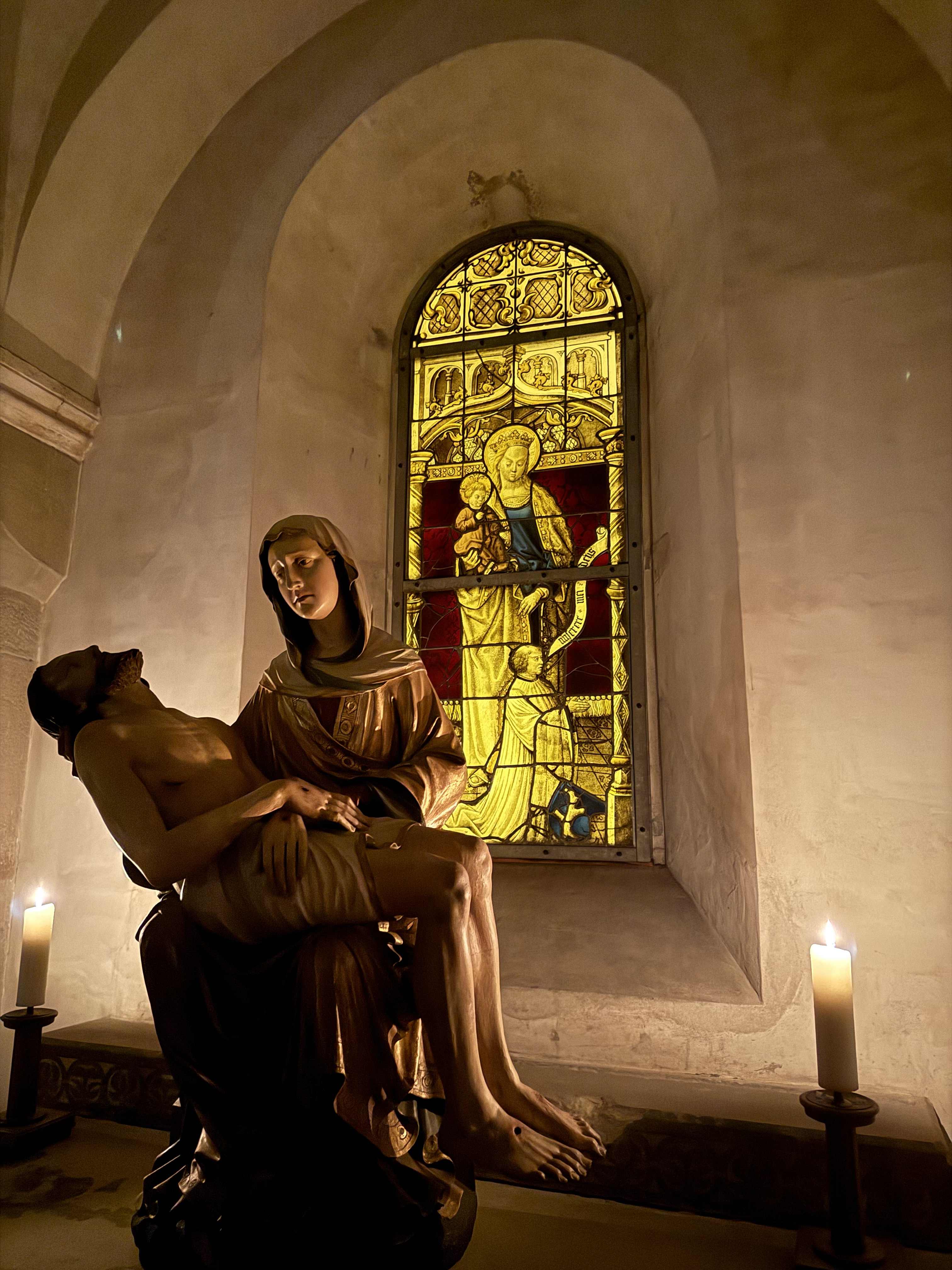
Madonna mit Stifter, davor Pieta
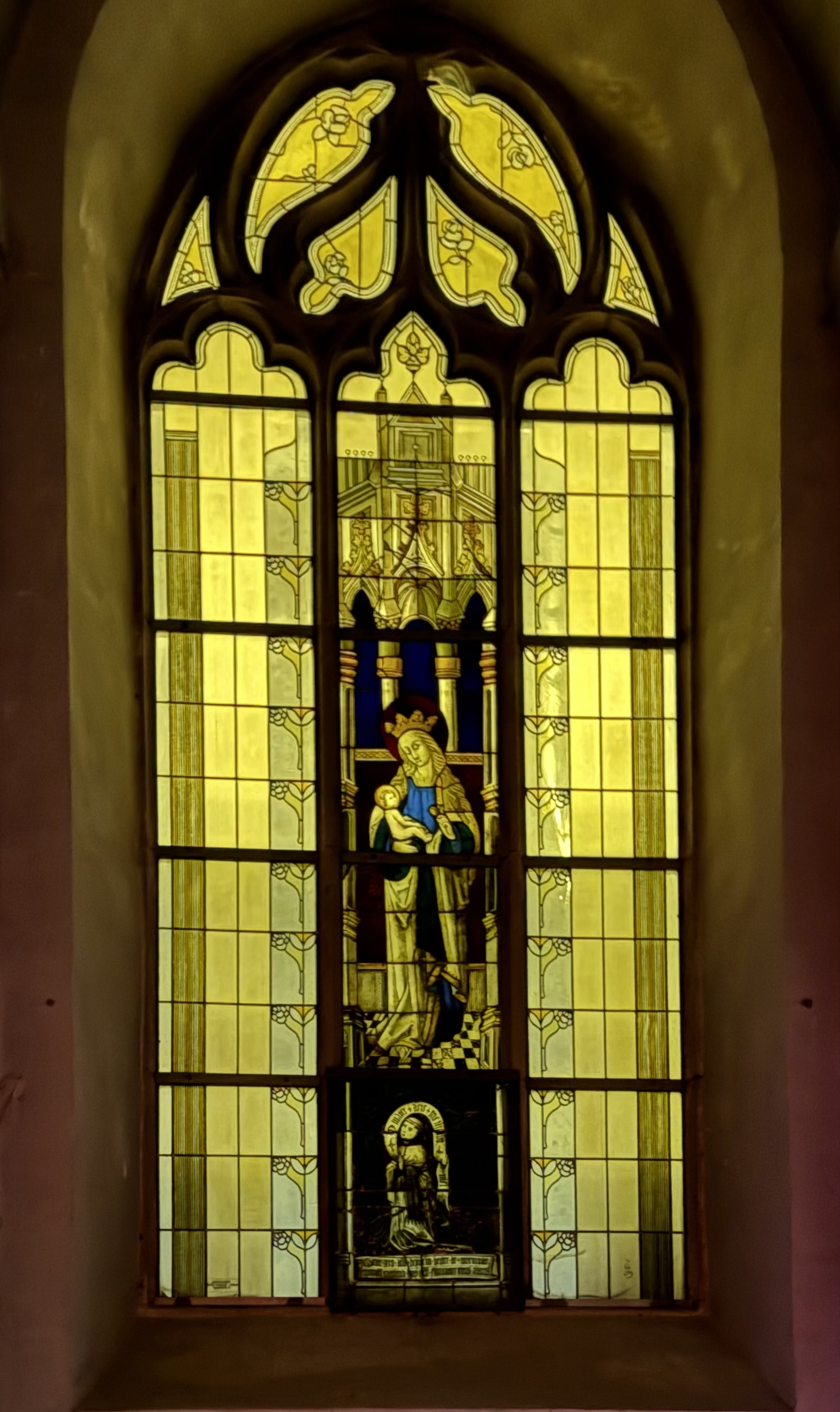
Heisterfenster
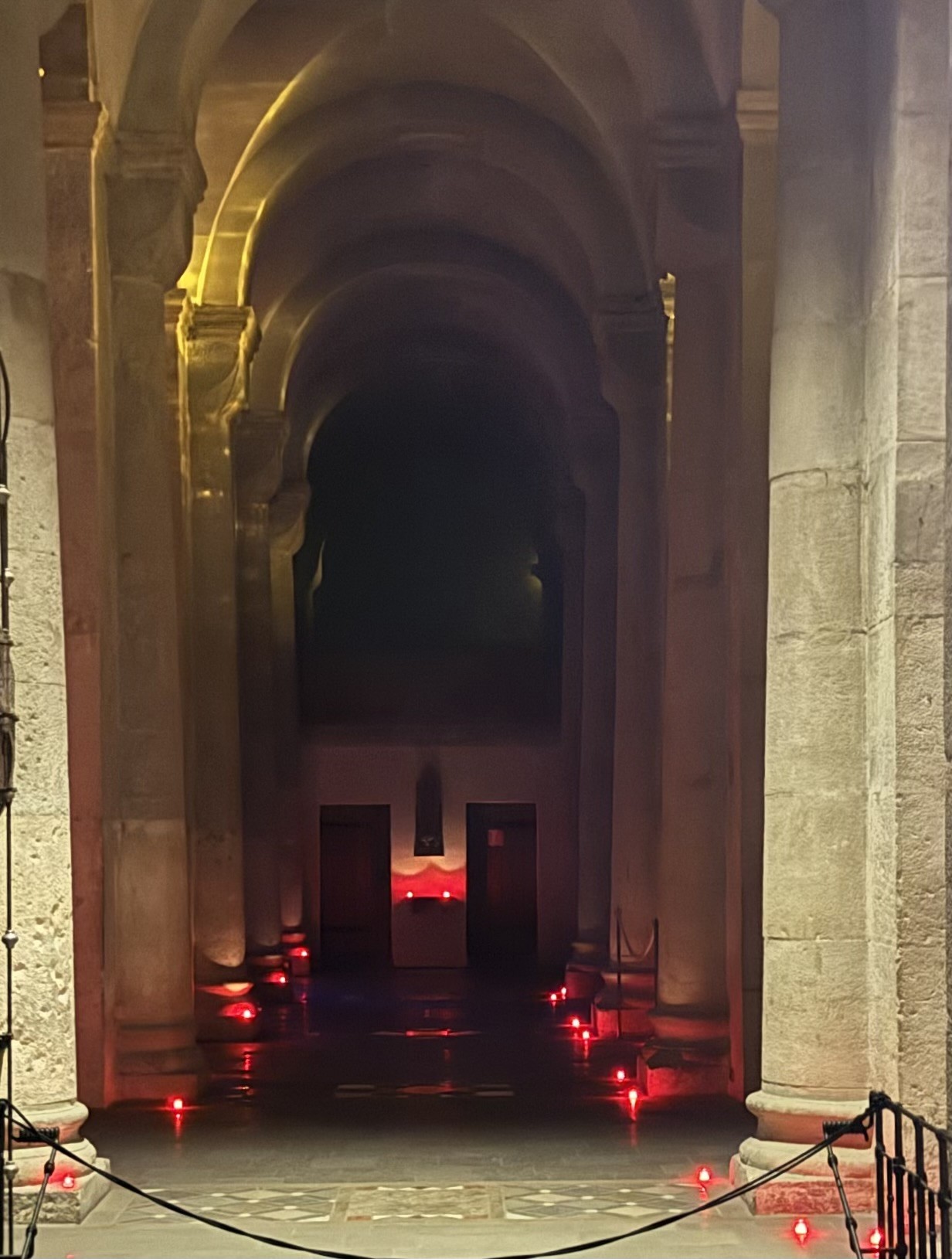
Nördliches Seitenschiff während der Nacht der Kölner Kirchen 2025

### Orgel

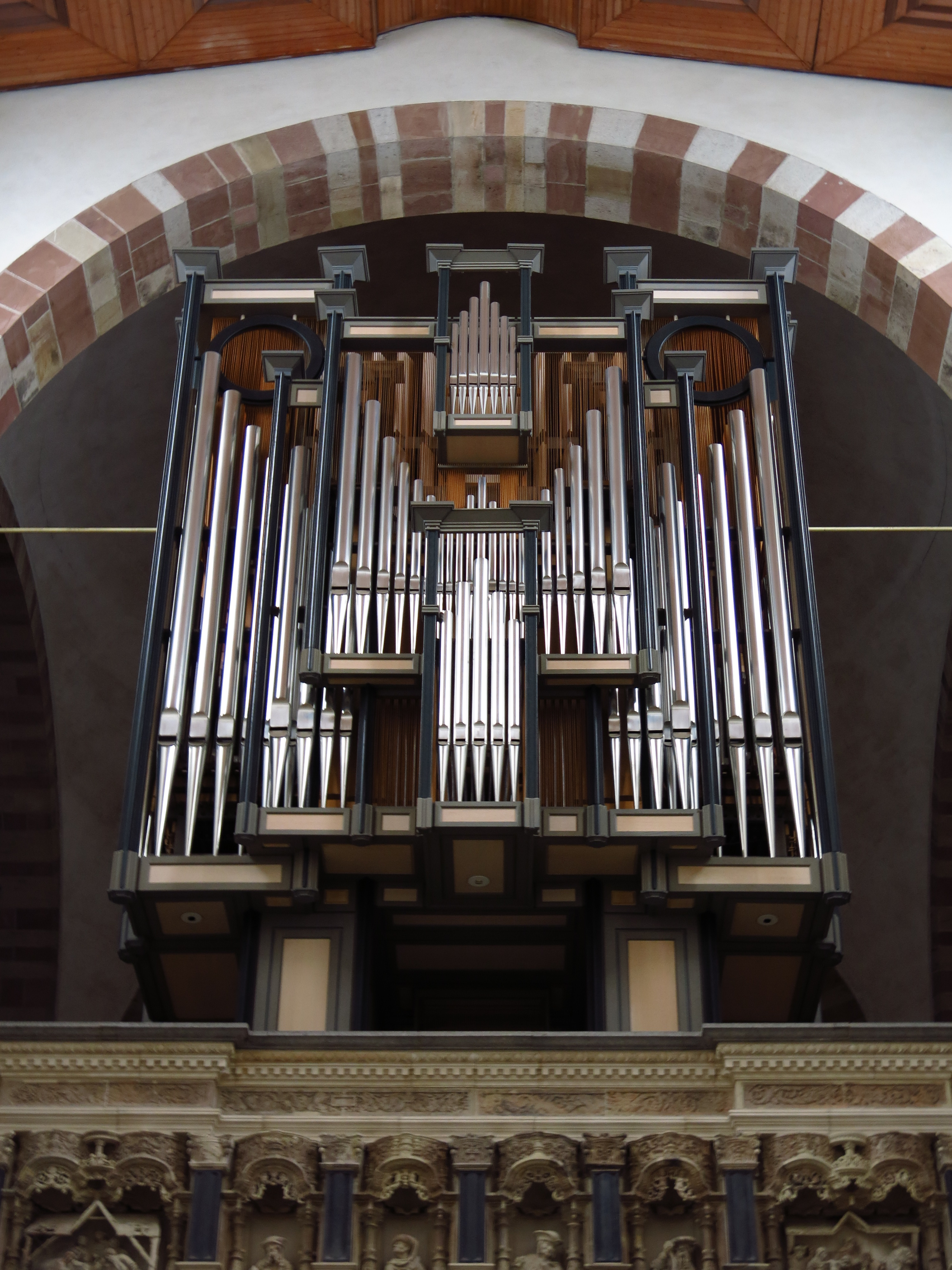
Klais-Orgel auf dem Lettner (Foto: 2015)

Eine frühere, nicht erhaltene Orgel errichtete 1765–67 Christian Ludwig König. Dieses Instrument wurde 1871 durch eine Orgel von Franz Wilhelm Sonreck ersetzt. 1909 errichtete die Werkstatt von Ernst Seifert schließlich ein monumentales Instrument mit vier Manualen und 90 Registern, das im Zweiten Weltkrieg bei den schweren Bombenangriffen in den Jahren 1942–44 zerstört wurde.
Die aktuelle Orgel auf dem Lettner wurde 1991 durch Johannes Klais (Bonn) erbaut. Sie besitzt 35 Register auf drei Manualen und Pedal. Die Disposition ist wie folgt:
| I Hauptwerk C–g3 |             |        |
| 01.              | Bordun      | 16′    |
| 02.              | Principal   | 08′    |
| 03.              | Flöte       | 08′    |
| 04.              | Octave      | 04′    |
| 05.              | Blockflöte  | 04′    |
| 06.              | Quinte      | 02 ⁄3′ |
| 07.              | Superoctave | 02′    |
| 08.              | Mixtur IV   | 01 ⁄3′ |
| 09.              | Cornet V    | 0      |
| 10.              | Trompete    | 08′    |

| II Positiv C–g3 |                |        |
| 11.             | Traversflöte 0 | 8′     |
| 12.             | Gedackt        | 8′     |
| 13.             | Praestant      | 4′     |
| 14.             | Rohrflöte      | 4′     |
| 15.             | Nasard         | 2 ⁄3′  |
| 16.             | Principal      | 2′     |
| 17.             | Terz           | 1 3⁄5′ |
| 18.             | Cymbel IV      | 1′     |
| 19.             | Cromorne       | 8′     |
|                 | Tremulant      |        |

| III Schwellwerk C–g3 |               |        |
| 20.                  | Bourdon       | 08′    |
| 21.                  | Gamba         | 08′    |
| 22.                  | Vox Coelestis | 08′    |
| 23.                  | Principal     | 04′    |
| 24.                  | Traversflöte  | 04′    |
| 25.                  | Flageolett    | 02′    |
| 26.                  | Larigot       | 01 ⁄3′ |
| 27.                  | Dulcian       | 16′    |
| 28.                  | Hautbois      | 08′    |
|                      | Tremulant     |        |

| Pedal C–f1 |               |     |
| 29.        | Violon        | 16′ |
| 30.        | Subbaß        | 16′ |
| 31.        | Octave        | 08′ |
| 32.        | Spillflöte    | 08′ |
| 33.        | Tenoroctave 0 | 04′ |
| 34.        | Posaune       | 16′ |
| 35.        | Trompete      | 08′ |

- Koppeln: II/I, III/I, III/II, I/P, II/P, III/P

### Glocken
Das bescheidene Geläut besteht aus drei Glocken, die allesamt von Hans Hüesker (Gescher) im Jahre 1957 gegossen wurden. Der südwestliche Treppenturm dient seitdem als Glockenturm. Im Dachreiter der Hardenrathkapelle hängt eine vierte Glocke.
| Nr. | Name           | Durch- messer | Masse  | Nominal (16tel) | Inschrift                                                                                            |
| --- | -------------- | ------------- | ------ | --------------- | --- |
| 1   | Maria          | 700 mm        | 210 kg | des2 −1         | „Sancta Maria + per virginem matrem concedat nobis Dominus salutem et pacem“                         |
| 2   | Plectrudis     | 630 mm        | 150 kg | es2 +1          | „Sancta Plectrudis + decus Germaniae gaudium Coloniae praesidium nostrum“                            |
| 3   | Hermann Joseph | 510 mm        | 080 kg | ges2 +2         | „Sanctus Hermannus Josephus + deus docuisti me a iuventute mea: et usque nunc annuntio mirabilia tu“ |
|     |                | 440 mm        | 065 kg | b2 +2           | „Vox facta ipsum audite“                                                                             |

## Frauenstift

### Geschichte
Der Gründungszeitpunkt des Frauenstifts ist nicht bekannt. Spätere Quellen schreiben dies Plektrudis, der Frau Pippin des Mittleren, zu. Es war im Mittelalter und der frühen Neuzeit adeligen Frauen vorbehalten und wurde mit der Säkularisation nach der Französischen Revolution 1792 aufgelöst.

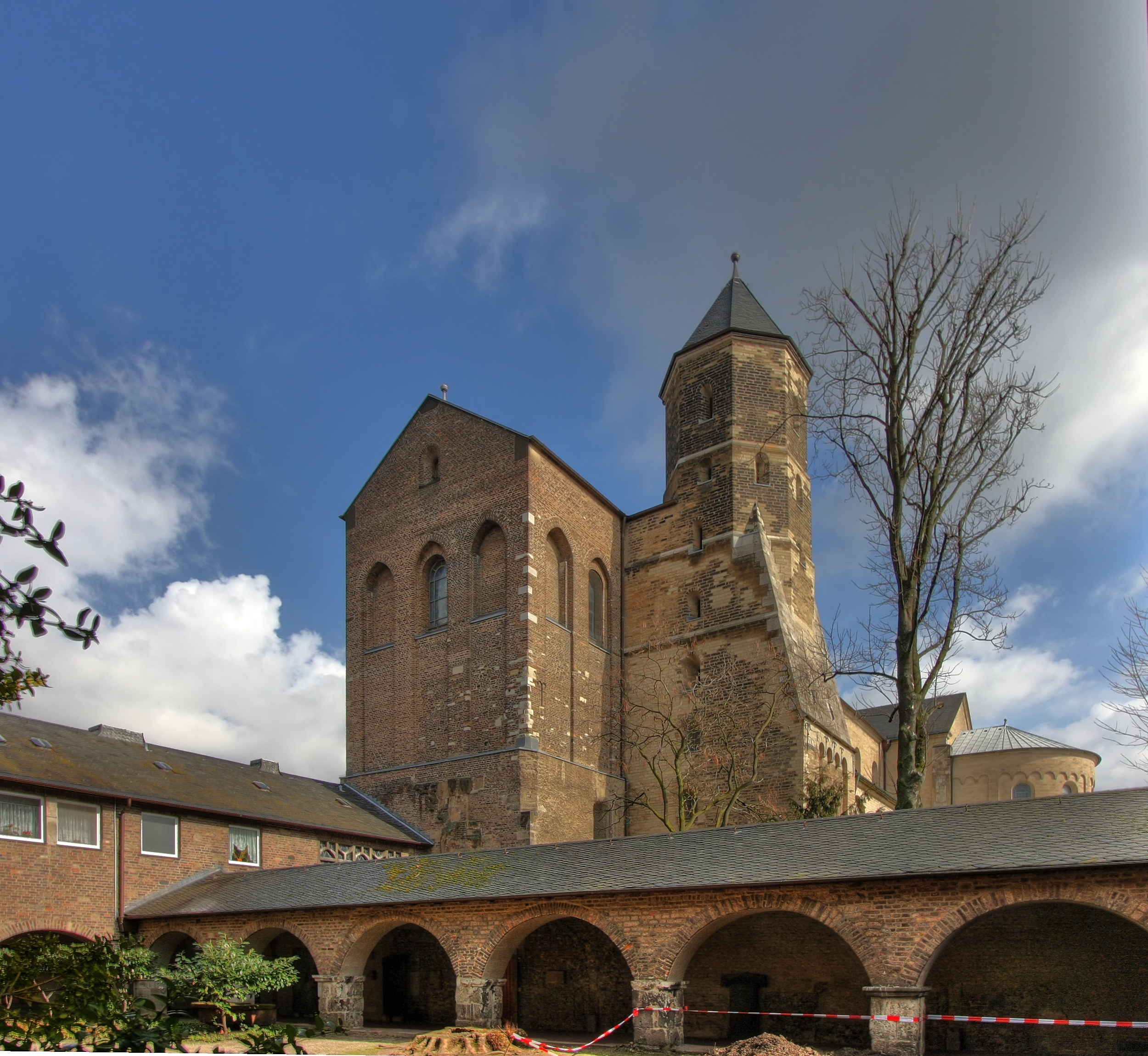
Westseite mit einer Seite des vorgebauten Kreuzgangs (Foto: 2009)

### Bekannte Mitglieder
- Ida, Äbtissin (?–1060)
- Anna Adriana Wolff von Metternich zur Gracht, 1693-1698 Äbtissin (1621–1698)
- Anna Margarete von Dalberg, Stiftsdame (1637–?)
- Anna Sophia Maria Franziska von Dalberg, Stiftsdame (* 1675; † 17. Dezember 1762)
- Maria Anna Josepha Franziska Sophia von Dalberg, Stiftsdame (* 18. September 1731; † 28. Januar 1798 in Mannheim)
- Antonetta Franziska Maria von Dalberg, Stiftsdame (* 11. Juli 1757; † nach dem 27. Juli 1812 in Aschaffenburg)

## Trivia
Am 21. November 1371 teilte der Rat den Bürgern mit, dass die noch nicht gefassten straffälligen Weber des Kölner Weberaufstandes die Stadt ungehindert verlassen dürfen, solange die Glocken von St. Maria im Kapitol läuten.
Während des Zweiten Weltkrieges trafen sich auf Initiative von Prälat Reinhard Angenendt (1907–1987), damals Jugendseelsorger und Kaplan der Pfarrei in der Krypta von St. Maria im Kapitol an jedem Samstagabend die in Köln lebenden Mitglieder der von den Nationalsozialisten aufgelösten katholischen Jugendverbände zur „Deutschen Komplet“.
Der Erhalt von St. Maria im Kapitol wie der elf weiteren romanischen Basiliken in der Altstadt Kölns wird vom Förderverein Romanische Kirchen Köln unterstützt.

## Die Kirche in der Belletristik
St. Maria im Kapitol ist die erste Kirche, die die Erzählerin in Ulla Hahns Roman Wir werden erwartet nach dem Tod ihres Verlobten Hugo Breidenbach betritt.

## Umgebung

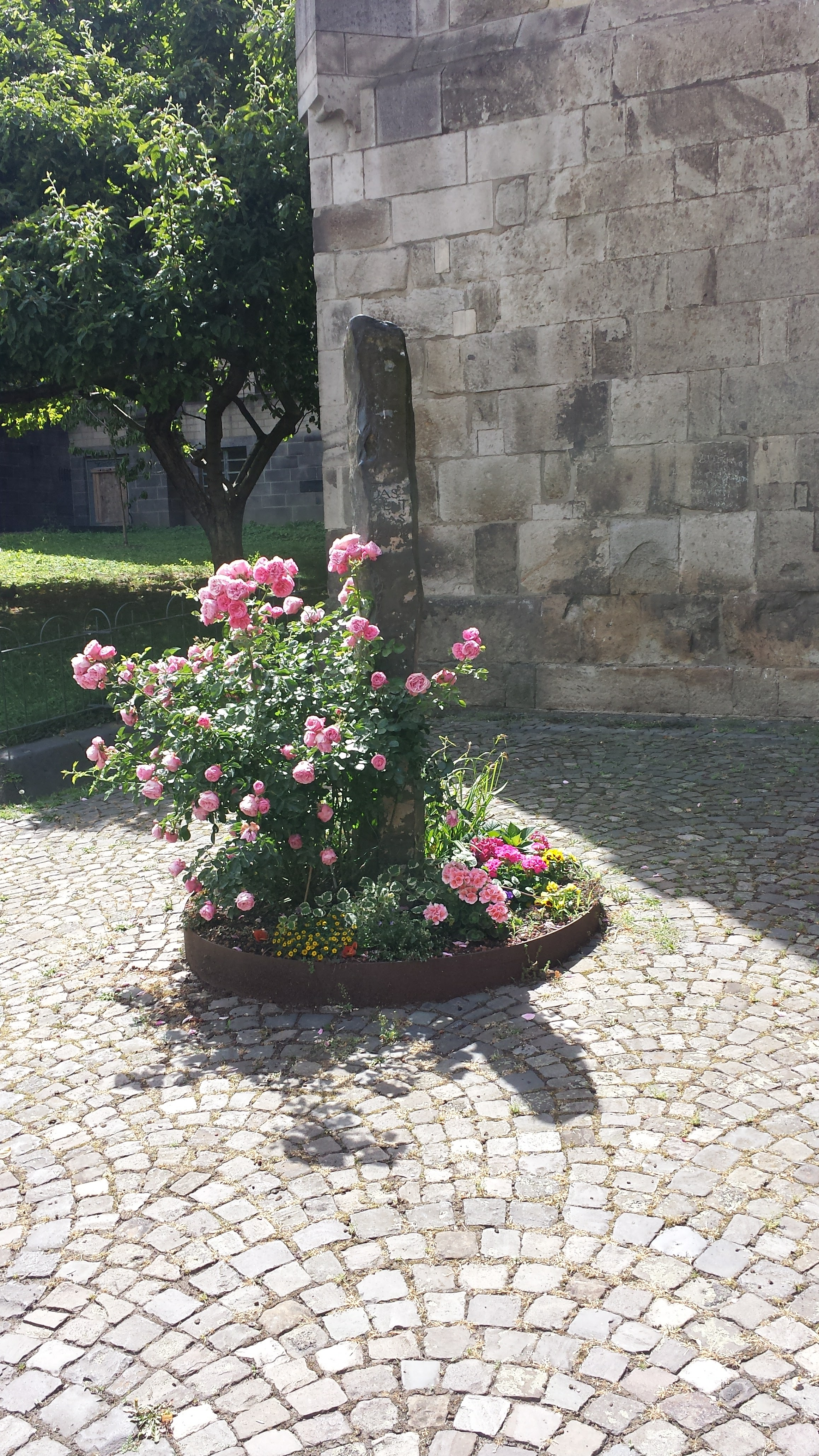
Aids Stele Köln

Das Dreikönigenpförtchen in seiner Funktion als Immunitätstor wurde in seiner heutigen Form erst 1460 an Stelle des nicht mehr erhaltenen Tors errichtet.
Zum Gedenken an die Toten des Krieges ließ die Stadt Köln die Skulptur Die Trauernde von Gerhard Marcks (1949) im Lichhof („Leichenhof“, Friedhof), dem Platz vor der Dreikonchenanlage, errichten.
Ebenfalls im Lichhof wurde 1994 zum Gedenken an die an den Folgen von AIDS und HIV Verstorbenen eine von der Kölner Steinmetzinnung gestiftete Stele mit einem Haiku der Dichterin Gitta Benasseni errichtet. 

### Allgemeines und Architektur
- Wilhelm Ewald: Der Lettner von St. Maria im Kapitol zu Köln. In: Zeitschrift für christliche Kunst 16 (1903), S. 257–272.
- Anna Maria Friederike Walterfang: Studien zu Geschichte des Stiftes St. Maria im Kapitol zu Köln. Crefeld 1922.
- Gisela Matthes: Der Lettner von St. Maria im Kapitol zu Köln von 1523. Diss. Bonn 1966 (masch.).
- Hiltrud Kier, Ulrich Krings (Hrsg.): Köln: Die Romanischen Kirchen. Von den Anfängen bis zum Zweiten Weltkrieg (= Stadtspuren – Denkmäler in Köln. Band 1). J. P. Bachem, Köln 1984, ISBN 3-7616-0761-X, darin:
  - Stefan Neu: (St. Maria im Kapitol). Die Ausgrabungen, S. 331–344.
  - Ulrich Krings: (St. Maria im Kapitol). Die Bautätigkeit des Mittelalters und der Neuzeit, S. 345–380.
- Joachim Oepen: Die Totenbücher von St. Maria im Kapitol zu Köln. Edition und personengeschichtlicher Kommentar (= Studien zur Kölner Kirchengeschichte. Band 39). Siegburg 1999.
- Clemens Kosch: St. Maria im Kapitol. In: Kölns Romanische Kirchen. Architektur und Liturgie im Hochmittelalter. 2. Auflage. Schnell & Steiner, Regensburg 2005, ISBN 3-7954-1264-1, Kap. 10, S. 64–73.
- Förderverein Romanische Kirchen Köln (Hrsg.): Interdisziplinäre Beiträge zu St. Maria im Kapitol zu Köln. Wissenschaftliches Kolloquium 23.–24. März 2007 (= Colonia Romanica. Jahrbuch des Fördervereins Romanische Kirchen Köln. Band 24). Greven Verlag, Köln 2009, ISBN 978-3-7743-0464-2.
- Richard W. Gassen: St. Maria im Kapitol. In: Ders. (Hrsg.): Mittelalterliche Kirchen in Köln. Michael Imhof Verlag, Petersberg 2010, ISBN 978-3-86568-539-1, S. 118–131.
- Susanne Ruf: Die Stiftungen der Familie Hardenrath an St. Maria im Kapitol zu Köln (um 1460 bis 1630). Kunst, Musikpflege und Frömmigkeit im Übergang vom Spätmittelalter zur Frühen Neuzeit (= Studien zur Kunstgeschichte des Mittelalters und der Frühen Neuzeit. Band 8). Korb 2011.
- Klara Neuhoff: Das älteste Lehnbuch des Stiftes St. Maria im Kapitol in Köln (13.–16. Jahrhundert). In: Geschichte in Köln 59 (2012), S. 105–127.
- Jürgen Kaiser (Text), Florian Monheim (Fotos): Die großen romanischen Kirchen in Köln. Greven Verlag, Köln 2013, ISBN 978-3-7743-0615-8, S. 100–113.
- Lucie Hagendorf-Nussbaum: St. Maria im Kapitol, Köln (= Kunstführer Nr. 2830). Verlag Schnell & Steiner, Regensburg 2014, ISBN 978-3-7954-6974-0.
- Hiltrud Kier: Die Romanischen Kirchen in Köln: Führer zu Geschichte und Ausstattung. 2. Auflage. J. P. Bachem, Köln 2014, ISBN 978-3-7616-2842-3, S. 118–133.
- Klaus Gereon Beuckers: Die spätstaufische Langhauswölbung von St. Maria im Kapitol in Köln. In: Mareike Liedmann, Verena Smit (Hrsg.): Zugänge zu Archäologie, Bauforschung und Kunstgeschichte – nicht nur in Westfalen. Festschrift für Uwe Lobbedey zum 80. Geburtstag. Regensburg 2017, S. 207–220.
- Klaus Gereon Beuckers: St. Maria im Kapitol zu Köln als Frauenkonventskirche. In: Vivien Bienert, Julia von Ditfurth (Hrsg.): Architektur für Kanonissen? Gründungsbauten und spezifische bauliche Veränderungen in Frauenkonventskirchen im Mittelalter. Beiträge der ersten Tagung des Forums für Frauenstiftsforschung vom 4. bis 5. November 2017 (= Veröffentlichungen des Forums für Frauenstiftsforschung. Band 1). Köln 2018, S. 127–162.
- Heribert Müller: Sancta Plectrudis Regina? Die Gründerin von St. Maria im Kapitol zu Köln. Eine Spurensuche vor Ort. In: Julia von Ditfurth, Adam Stead (Hrsg.): Bildwerke für Kanonissen? Neue Bildwerke und Heiligenverehrung in Frauenstiftskirchen des 13. und 14. Jahrhunderts. Beiträge zur zweiten Tagung des Forums für Frauenstiftsforschung vom 3. bis 4. November 2018 (= Veröffentlichungen des Forums für Frauenstiftsforschung. Band 2). Köln 2019, S. 29–61.
- Cornelius Hopp: Die jüngeren Bauphasen des Trikonchos von St. Maria im Kapitol. Missing link der Kölner Chorfassaden? In: Klaus Gereon Beuckers, Cornelius Hopp (Hrsg.): Die kölnisch-niederrheinische Spätromanik. Neue Aspekte eines Forschungsfeldes hochmittelalterlicher Architektur. Böhlau, Köln 2024, S. 77–95.

### Ausstattung
- Hans Kisky: Der Kölner Meister des Aachener Altares und der Hardenrathkapelle an St. Maria im Kapitol in Köln. Ein Beitrag zur Geschichte der Kölner Malerei im 1. Viertel des 16. Jahrhunderts. In: Annalen des Historischen Vereins für den Niederrhein 155/156 (1954), S. 530–562.
- Fried Mühlberg: Grab und Grabdenkmal der Plektrudis in St. Marien im Kapitol zu Köln. In: Wallraf-Richartz-Jahrbuch. Westdeutsches Jahrbuch für Kunstgeschichte 14 (1962), S. 21–96.
- Heinz Stafski, Egon Verheyen: Das Triumphkreuz aus St. Maria im Kapitol. In: Anzeiger des Germanischen Nationalmuseums (1963), S. 13–22.
- Ulrike Bergmann: Die gotische Grabplatte der Plektrudis in St. Maria im Kapitol. In: Colonia Romanica. Jahrbuch des Fördervereins Romanische Kirchen Köln e. V. 3 (1988), S. 77–88.
- Wolfgang Stracke: St. Maria im Kapitol, Köln. Die romanische Bildertür. Köln 1994.
- Friedrich Dahm: Die romanische Grablege der Plectrudis in der Kölner Kirche St. Maria im Kapitol. In: Peter Ludwig (Hrsg.): Festschrift für Hermann Fillitz zum 70. Geburtstag. Köln 1994, S. 211–222.
- Klaus Gereon Beuckers: Rex iubet – Christus imperat. Studien zu den Holztüren von St. Maria im Kapitol und zu den Herodesdarstellungen vor dem Investiturstreit. Köln 1999, ISBN 3-89498-069-9.
- Brigitte Wolff-Wintrich: Kreuzigungsfenster in St. Maria im Kapitol, in St. Severin und im Kölner Dom. In: Colonia Romanica 15 (2000), S. 115–126.
- Godehard Hoffmann: Der Crucifixus dolorosus in St. Maria im Kapitol zu Köln. Neue Erkenntnisse nach seiner Restaurierung und ihre Bedeutung für die Kunst des frühen 14. Jh. In: Colonia Romanica. Jahrbuch des Fördervereins Romanische Kirchen Köln 15 (2000), S. 9–82.
- Hans-Wilhelm Schwanz: Zur Technologie des Crucifixus dolorosus in St. Maria im Kapitol. In: Colonia Romanica. Jahrbuch des Fördervereins Romanische Kirchen Köln 15 (2000), S. 83–88.
- Godehard Hoffmann: Das Gabelkreuz in St. Maria im Kapitol zu Köln und das Phänomen der Crucifixi dolorosi in Europa. Worms 2006.
- Vivien Bienert: „Crux sub odaeo miraculosa“. Leidenskruzifixe in Frauenkonventen: Der Gabelkruzifixus von St. Maria im Kapitol in Köln. In: Julia von Ditfurth, Adam Stead (Hrsg.): Bildwerke für Kanonissen? Neue Bildwerke und Heiligenverehrung in Frauenstiftskirchen des 13. und 14. Jahrhunderts. Beiträge zur zweiten Tagung des Forums für Frauenstiftsforschung vom 3. bis 4. November 2018 (= Veröffentlichungen des Forums für Frauenstiftsforschung. Band 2). Köln 2019, S. 63–103.
- Klaus Gereon Beuckers: Bürger im Frauenstift. Zur Manifestation außerkonventualer Personen in der spätmittelalterlichen Sakraltopografie des Langhauses von St. Maria im Kapitol zu Köln. In: Julia von Ditfurth, Jörg Bölling (Hrsg.): Malerei, Musik und textile Künste in Frauenstiften des späten Mittelalters (= Veröffentlichungen des Forums für Frauenstiftsforschung. Band 3). Böhlau Verlag, Wien/Köln 2023, S. 65–96.
- Regina Urbanek (Hrsg.): Die romanische Bildertür in St. Maria im Kapitol – Neue Forschungen zu Kunsttechnologie und Kontext. Josef Fink Verlag, Lindenberg 2025.